# Орёл (космический корабль)
«Орёл» (прежние названия «ПТК НП» (2009—2016), «Федерация» (2016—2019)) — перспективный российский многоразовый пилотируемый космический корабль. Разрабатывается в РКК «Энергия» им. С. П. Королёва.
Его предназначение — доставка людей и грузов за пределы околоземной орбиты, в том числе к Луне. При необходимости облегчённый корабль можно будет использовать для полётов на космические станции, находящиеся на околоземной орбите. Численность экипажа «Орла» составит до шести человек, масса полезного груза до 500 кг. В режиме автономного полёта корабль сможет находиться до 30 суток, при полёте в составе орбитальной станции — до одного года. Его спускаемый аппарат будет изготовлен из алюминиевых сплавов; он будет приземляться с помощью трёх парашютов и реактивной системы мягкой посадки, на амортизированные опоры. Объём герметичного отсека составит 18 м³. Должен иметь возможность управляться одним человеком. Аппарат оснастят твердотопливными двигателями тягой 22,5 тс и двигателями на перекиси водорода, тягой 75 кгс. Получит модернизированную систему стыковки «Курс-Л» от «Союзов». Корабль снабдят комбинированным терморегулирующим покрытием «Термалокс» и санузлом. Данный корабль проектировался с расчётом на возможность глубокой модернизации в будущем.
Планируется выводить на орбиту с помощью ракеты-носителя тяжёлого класса «Ангара-А5П») с космодрома Восточный.
Пилотируемый космический корабль на стадии разработки, начавшейся в 2009 году, когда были подведены итоги второго конкурса на проектирование нового корабля, назывался ПТК НП в составе ППТС. Мог стать первым космическим кораблём, чьё название выбрали путём голосования. Планировалось, что корабль будет готов к 2015 году и совершит полёт в беспилотном варианте, а в 2018 году совершит полёт с экипажем на борту. По состоянию на сентябрь 2022 года корабль проходит динамические и статические испытания в РКК Энергия.
Стоимость разработки и создания первого лётного образца определена в размере 57,56 миллиарда рублей.

## Задачи
«Орёл», как ключевой элемент российской космической инфраструктуры, создаётся для следующих задач:
- обеспечения национальной безопасности;
- технологической независимости;
- беспрепятственного доступа России в космос (доставка людей и грузов на орбитальные станции);
- полёта на полярную и экваториальную орбиту Луны, исследование Луны и посадки на неё.

## История

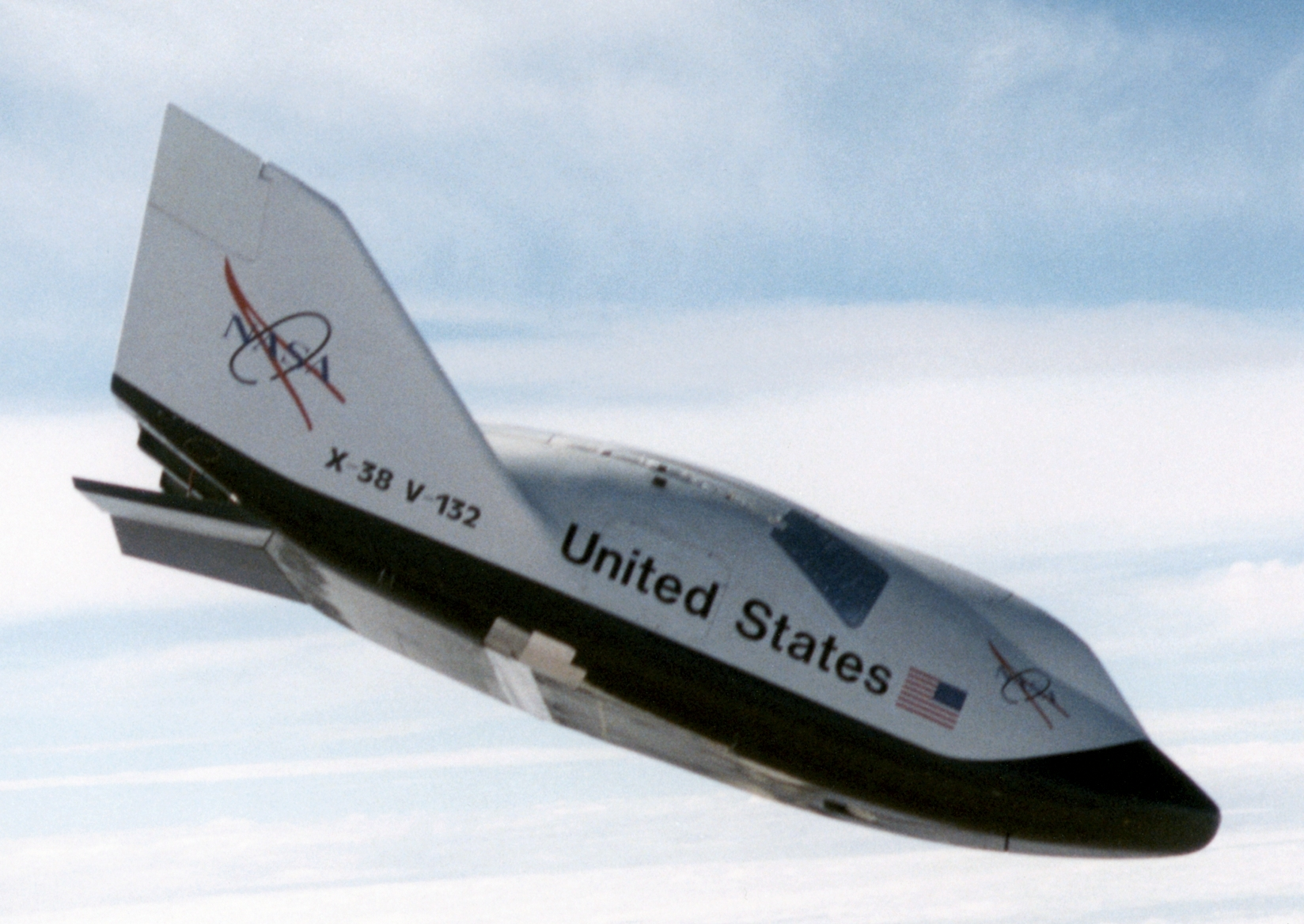
CRV (1999 г.)

Первая попытка создать замену кораблям серии «Союз» была предпринята в 1985 году, тогда были развёрнуты работы по проекту «Заря», который предполагал производство многоразового многоцелевого транспортного корабля. Выводить корабль на орбиту собирались с помощью ракеты «Зенит». Руководила работами РКК Энергия, но ввиду сокращения финансирования в январе 1989 работы были свёрнуты. Однако в 1995—1996 годах «Энергия» с Rockwell International и Центром имени Хруничева предложила свои разработки 8-местного корабля-спасателя на базе «Зари» американскому космическому агентству НАСА. В 1996 году агентство решило, что удобнее использовать корабли «Союз-ТМ», а позднее — космический корабль CRV. Впоследствии материалы проекта будут использованы при создании «Федерации», а участие американской компании и НАСА в работе над совместным проектом на базе «Зари», как и появление Илона Маска в России, может объяснить внешнее сходство кораблей «Орёл» и «Орион», а также сходства кораблей «Dragon V2» и «Заря».

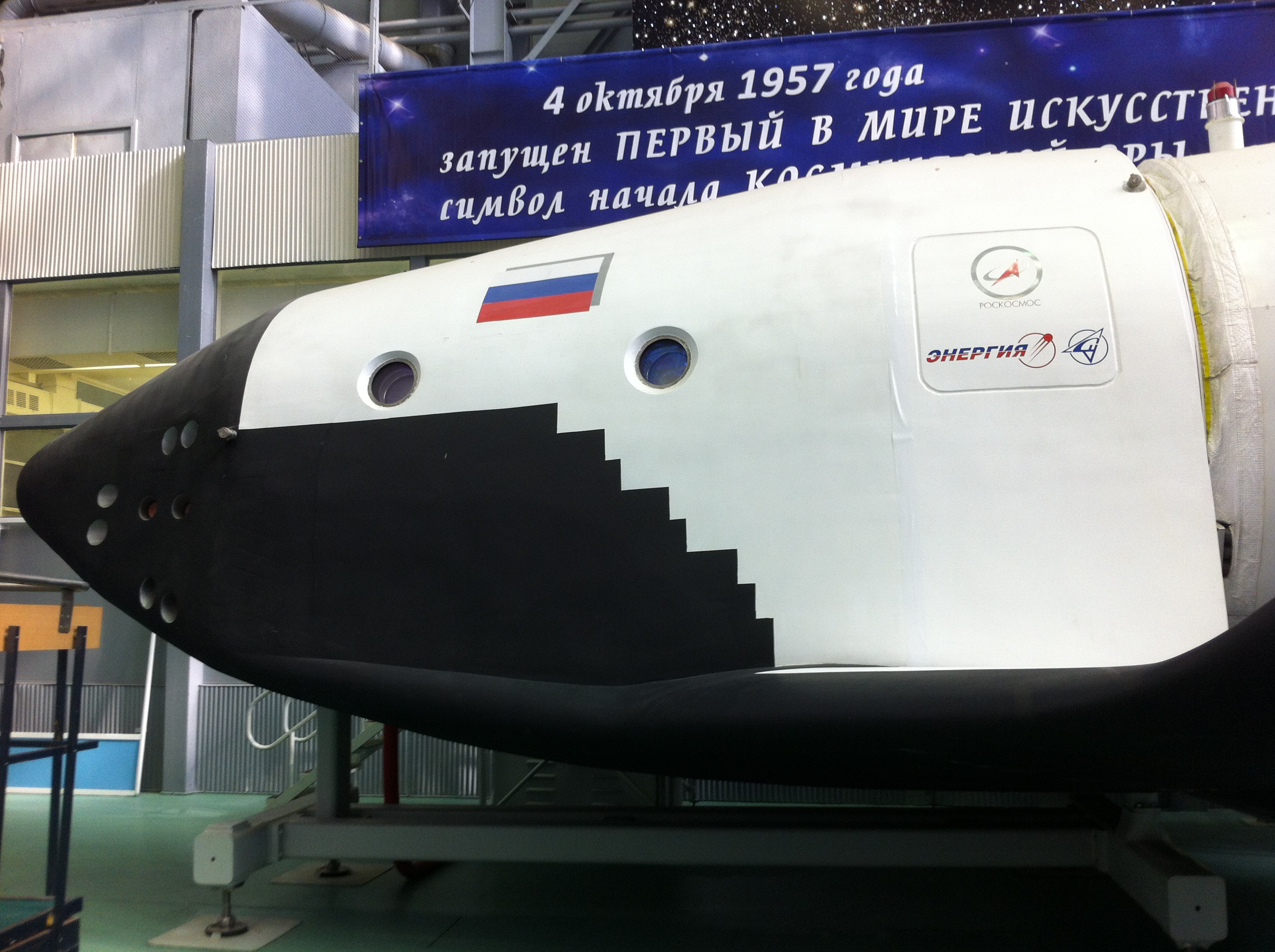
Модель корабля «Клипер»

С 2000 года корпорация «Энергия» проектировала аппарат, которому было дано имя «Клипер», для замены российских «Союзов» и американских кораблей «Спейс шаттл». Основной акцент в связи с недостатком финансирования проекта делался на международное сотрудничество, в частности, с ЕКА. Первый конкурс на новый российский космический корабль был объявлен Федеральным космическим агентством 23 ноября 2005 года. Проекты были представлены РКК «Энергия» (проект «Клипер»), ГКНПЦ имени М. В. Хруничева и ОАО «НПО „Молния“». В 2006 году по результатам конкурса все три проекта были отправлены на доработку по причине технико-экономической нереализуемости, а конкурс был прекращён. А 1 июня 2006 года все работы по проекту были свёрнуты. После отказа ЕКА от совместных работ по «Клиперу» Роскосмос принял предложение об участии в разработке европейской перспективной пилотируемой космической транспортной системы ACTS на базе европейского грузового автоматического корабля ATV и российских технологий.

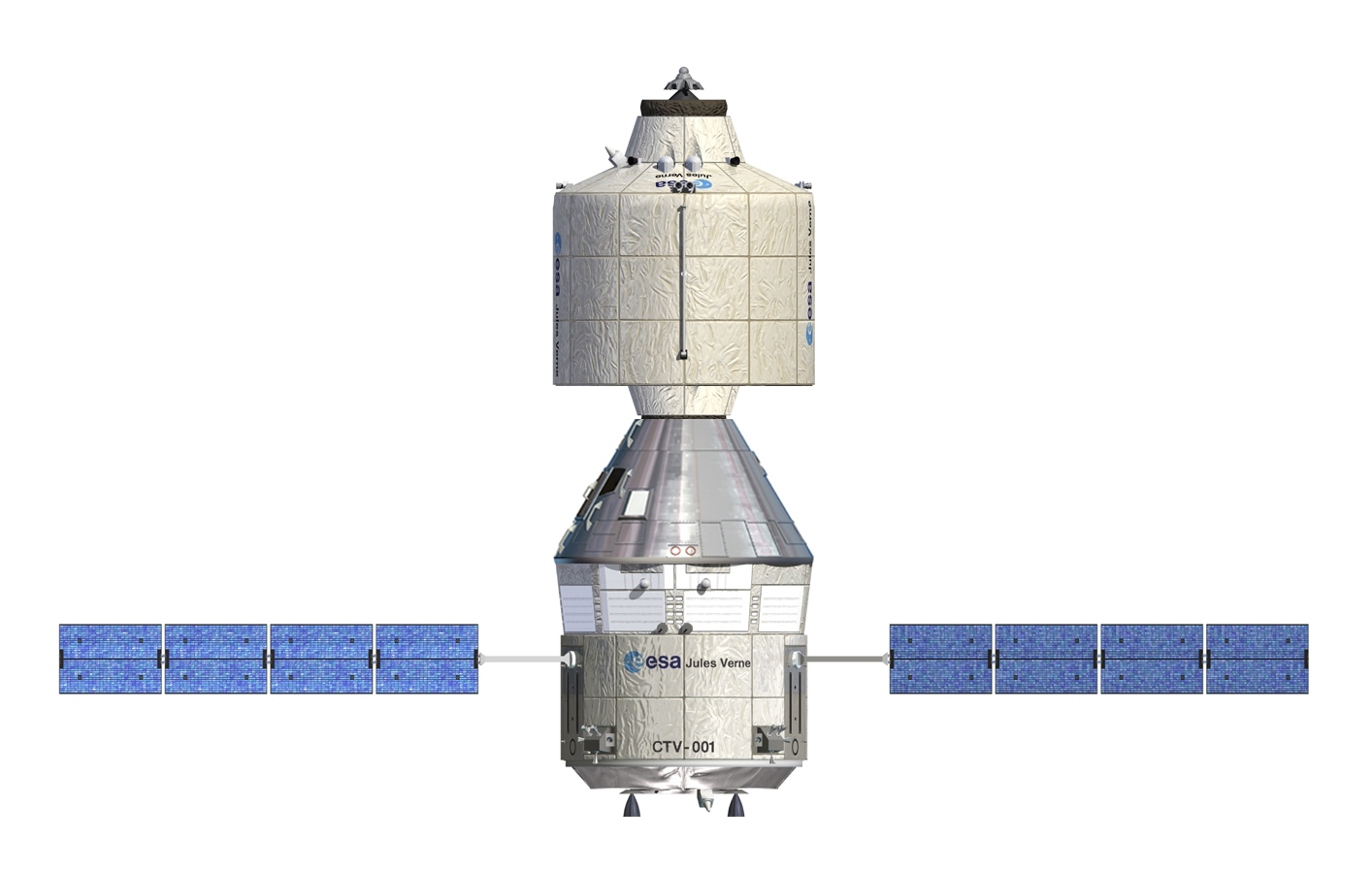
ACTS или CSTS

Согласно разработанной в РКК «Энергия» и принятой 14 июля 2006 года правительством РФ концепции развития российской пилотируемой космонавтики на 2006—2030 годы, предусматривается поэтапное создание промышленной транспортной космической системы, освоение околоземного пространства, Луны и Марса. В части транспортной системы первоочередной задачей ставится модернизация КК «Союз» и создание межорбитального буксира «Паром». После 2015 года предполагалось создать национальный, более универсальный, нежели «Клипер», корабль, способный совершать полёты как на околоземную орбиту, так и к Луне, в том числе как часть возможного в будущем лунно-посадочного экспедиционного комплекса. Универсальность задач и компоновка корабля схожи с разрабатываемым в США космическим кораблём нового поколения «Орион».

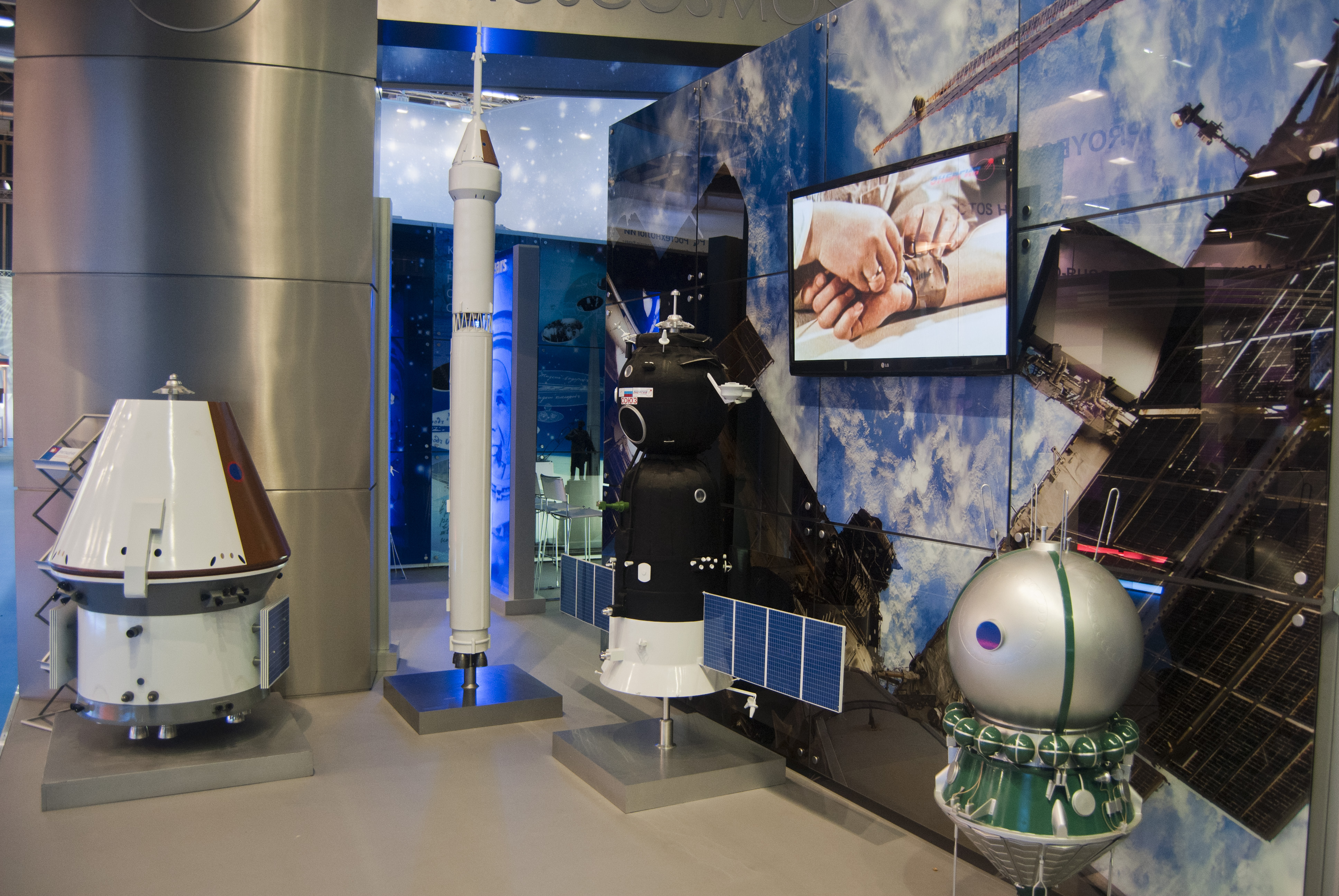
Макеты космических кораблей «Орёл», «Союз» и «Восток»

Был проведён второй конкурс, победители которого были объявлены 6 апреля 2009 года. Разработка ПТК НП была поручена РКК «Энергия», ракету-носитель для него стало разрабатывать «ЦСКБ-Прогресс». Эскизное проектирование закончили в 2010 году. В 2011 году были показаны первые макеты нового корабля. В 2013 году на МАКС были продемонстрированы полноразмерные макеты нового корабля со внутренним интерьером.
По состоянию на май 2015 года РКК «Энергия» завершила разработку эскизного и технического проектов первого этапа и перешла к разработке рабочей документации по созданию корабля первого этапа, предназначенного для осуществления полётов за пределы низких околоземных орбит, в том числе к Луне. В августе 2015 года был объявлен конкурс на название нового корабля, в котором принимали участие жители России, завершившийся 15 января 2016 года, когда новому кораблю было присвоено имя «Федерация». В марте 2017 года началось изготовление первого корабля. Его стоимость оценили в 57,56 млрд рублей. Представители «Энергии» начали предлагать различные варианты ракет-носителей для нового корабля, включая ещё не существующие, в то же время неожиданно приняли решение подключить студентов к работам по «Федерации». Роскосмос сообщил о том, что первым пилотом космического корабля станет робот «Фёдор».

### Конкурс на название ППТС

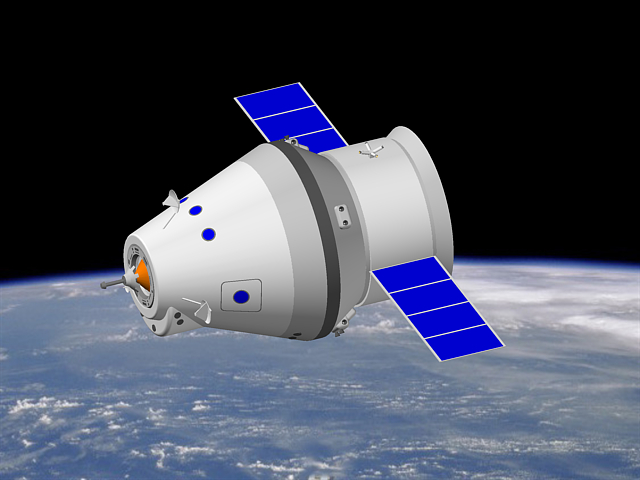
Эскиз «ПТК НП» «Орёл»

Первоначально, до объявления конкурса на лучшее название, проекты российских ракеты-носителя и многоцелевого пилотируемого частично многоразового космического корабля назывались Перспективная пилотируемая транспортная система (ППТС) и Пилотируемый транспортный корабль нового поколения (ПТК НП).
Творческий конкурс по выбору лучшего названия для нового пилотируемого транспортного корабля (ПТК) был анонсирован 27 августа 2015 года. Обязательным условием для названия является соответствие статусу и виду корабля. Голосование было организованно РКК «Энергия» при участии Федерального космического агентства и Объединённой ракетно-космической корпорацией и проходило в несколько этапов. Всего было предложено 5 тысяч 817 оригинальных вариантов названий.
Работа оргкомитета по выбору лучших вариантов названий ПТК проходила с 3 ноября по 3 декабря 2015 года. По результатам отбора были выбраны 10 вариантов, которые были предложены для общественного голосования.

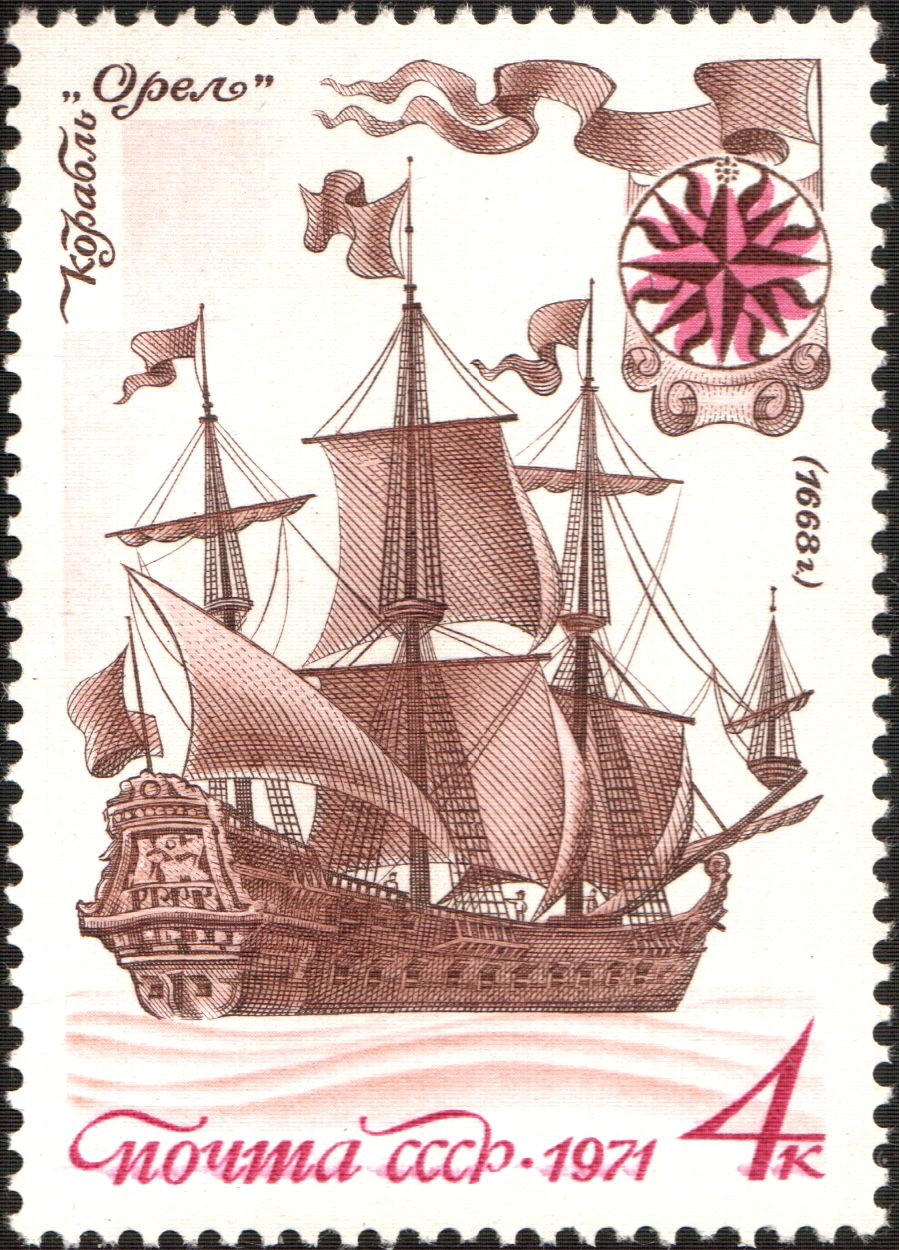
Изображение фрегата «Орёл» на почтовой марке СССР

По итогам общественного голосования, проходившего с 4 по 23 декабря 2015 года, в котором приняли участие 35 105 человек, определились три финалиста: «Гагарин» — 10 389 голосов, «Вектор» — 4866 голосов, «Федерация» — 3604 голоса, «Астра» — 1665 голосов, «Галактика» — 1489 голосов, «Родина» — 1315 голосов, «Мир» — 1261 голос, «Зодиак» — 1199 голосов, «Звезда» — 911 голосов, «Лидер» — 793 голоса.
Жюри конкурса под председательством руководителя Роскосмоса Игоря Комарова определило победителя 15 января 2016 года, вопреки результатам голосования. Было объявлено, что новый корабль назовут «Федерация» (название первым предложил Андрей Смокотин из города Кемерово). Главным призом конкурса стала поездка на космодром Байконур, в ходе которой победители смогут увидеть запуск транспортного пилотируемого корабля «Союз» к МКС.

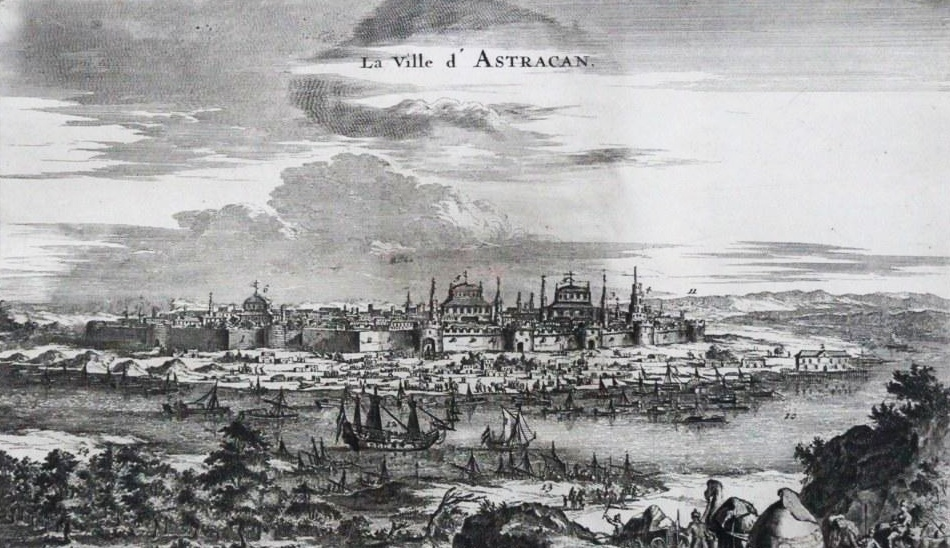
Конраад Деккер. Вид города Астрахани и фрегата «Орёл» с флотилией. 1670 год

В 2019 году новое руководство Роскосмоса сочло имя, данное кораблю, неприемлемым и приняло решение переименовать его с женского варианта на мужской. Это вызвало резонанс в СМИ и реакцию со стороны представителей партии «Женский диалог», которые посчитали подобные действия корпорации гендерной предвзятостью. В ответ на своё обращение активистки получили ответ, в котором выбор названия объяснялся необходимость сгруппировать изделия «по функциональному признаку» и избежать «дублирующихся наименований». В апреле 2019 года рассматривались имена, которые носили первые отечественные корабли, подобно тому, как это делают в США (Индевор, Дискавери, Энтерпрайз), среди них были «Орёл», линейный корабль «Аист» и фрегат «Флаг». В итоге было принято решение сохранить название «Федерация» для проекта разработки корабля, а первый корабль назвать «Орёл».

## Сравнение с КА «Союз»

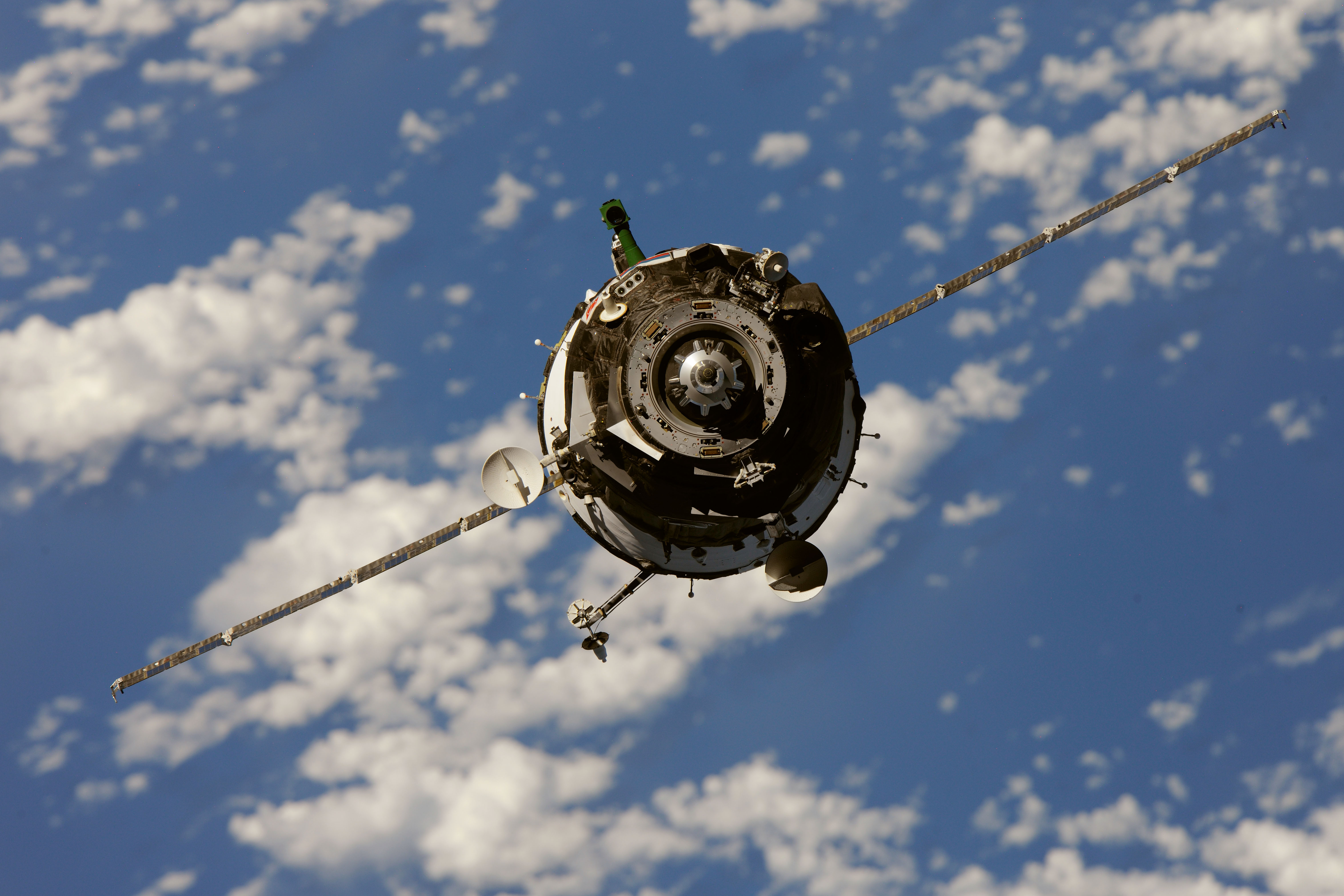
Союз ТМА-М

Корабли «Союз» начали разрабатываться в 1962 году, в ОКБ-1 под руководством С. П. Королёва, как новые перспективные корабли, которые должны были заменить корабли серии «Восток». Но при этом проектировались они с возможностью модификации для облёта Луны. Спускаемые капсулы «Союзов» при спуске создают небольшую подъёмную тягу, что позволяет им немного планировать и создаёт умеренную перегрузку в 4g и допустимое отклонение при посадке в десятки километров. Несмотря на глубокую модификацию, длившуюся более 50 лет, корабли по-прежнему могут вмещать лишь до 3 членов экипажа в 2,5 м³ жилого пространства (объём спускаемой капсулы, без учёта орбитального обитаемого отсека). Однако, вопреки тому, что считается, будто максимальный срок пребывания на орбите в автономном режиме равен трём суткам, корабль серии «Союз-9» в 1970 году пробыл на орбите 17,8 суток а время пребывания в составе станции может достигать 200 суток. К тому же планировалось увеличить этот показатель до 1 года,. Но вернуть с орбиты эти корабли могут всего 100 кг при полном экипаже. Корабли серии «Союз» пережили не только американские «Аполлоны» и «Шаттлы», они показали себя как очень надёжные системы.
Череда проектов РКК «Энергия», таких как «Заря» (1985 год) и «Клипер» (2005 год), так и не дошедших до реализации, имели своей целью заменить корабли Союз, в отличие от «Бурана», который был реализован и чьё создание было обусловлено разработкой «Шаттлов», который, как полагали советские специалисты, имел возможность нести на борту ядерное оружие. Несмотря на это, опыт, накопленный благодаря этим проектам, был использован в новых поколениях «Союзов» и «Федерации».

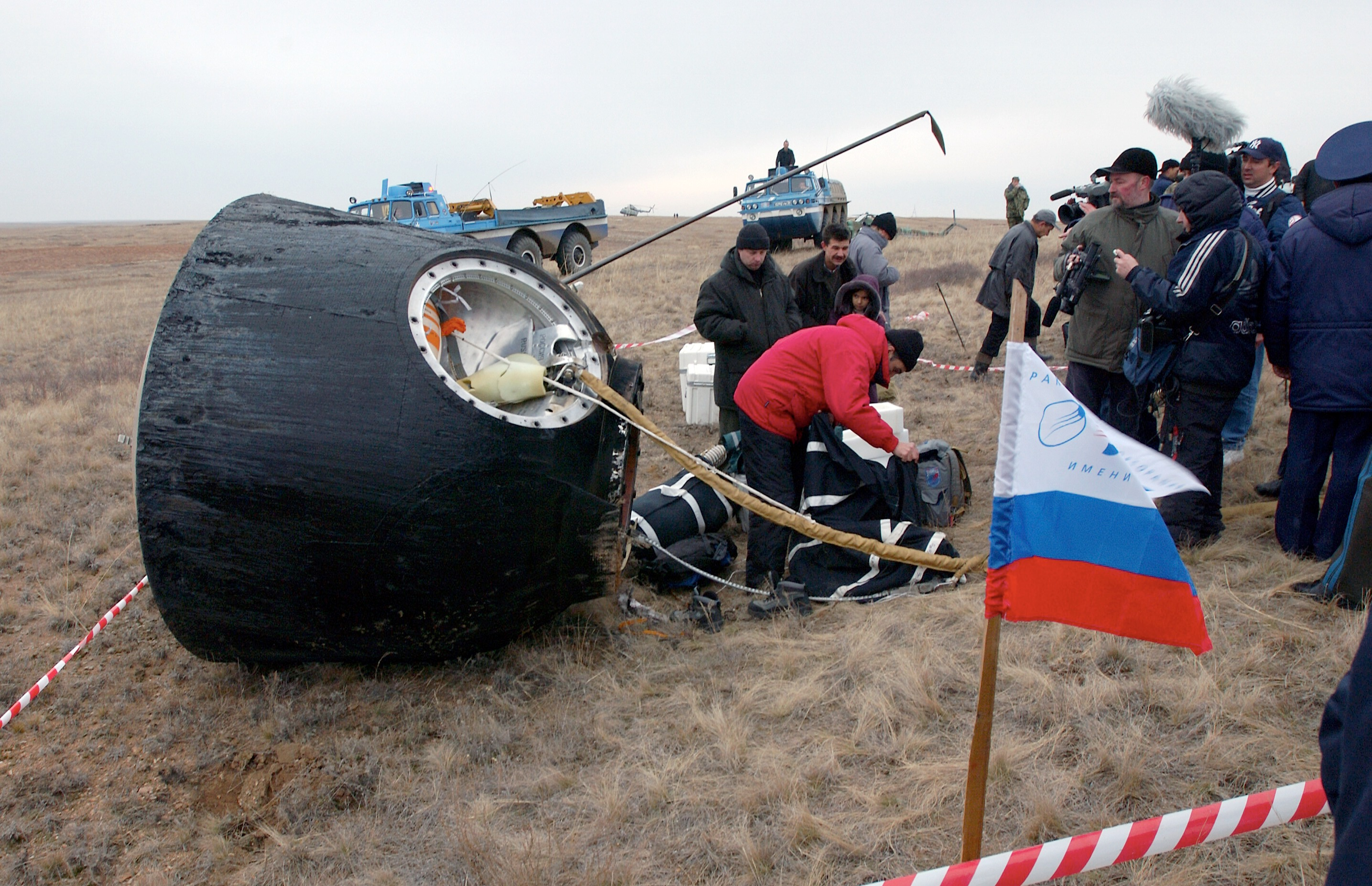
Спускаемый аппарат «Союз ТМА-2»

Тем не менее, по мнению специалистов и руководителей космической отрасли, необходимость замены «Союзов» назрела давно. На смену им в 2009 году был предложен проект ПТК НП — частично многоразового модульного корабля, позднее получившего имя «Федерация», а позже — «Орёл».
Он представляет собой корабль, способный взять на борт, в отличие от «Союза», не 3 человека, а 4-6 и имеющий 9 м3 жилого пространства; время автономного полёта увеличено до 30 суток, а грузоподъёмность составит 500 кг. Его форма ближе к усечённому конусу, а значит он сможет лучше планировать и приземляться с меньшим отклонением и перегрузками до 3g. Так же, как и «Союзы», корабль проектируется с расчётом на полёты к Луне. Благодаря новым композитным материалам и алюминиевому сплаву 1570С корабль получится более лёгким и прочным, чем если бы он был изготовлен из тех же материалов, что и «Союзы». Как и корабли «Союз», «Орёл» будет располагать смешанной системой посадки: парашютами и тормозными двигателями, что позволит ему приземляться в радиусе 5 км. Однако, в отличие от «Союза» на «Орле» планируется использование 3 тормозных и 3 основных парашютов. В случае отказа одного из парашютов должна сохраняться возможность безопасной посадки. «Орёл» получит систему стыковки «Курс-Л» от кораблей «Союз».

## Характеристики

Кресла экипажа корабля

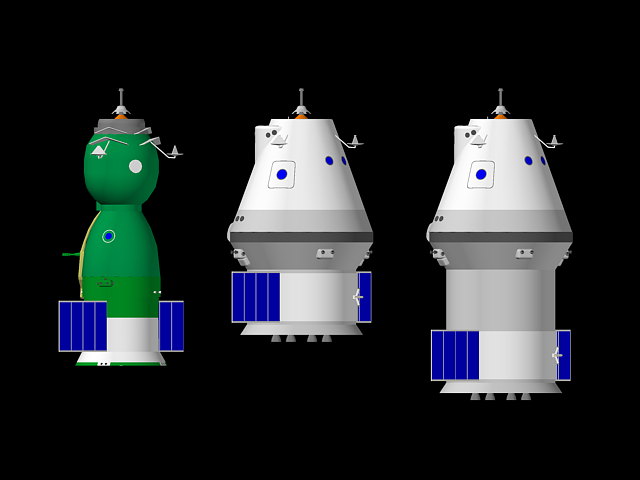
«Союз» и «Орёл» в конфигурациях для околоземной и лунной орбит

Для «Федерации» принято модульное построение базового корабля в виде функционально законченных элементов — возвращаемого аппарата и двигательного отсека. Корабль будет бескрылым, с многоразовой возвращаемой частью усечённо-конической формы и одноразовым цилиндрическим агрегатно-двигательным отсеком, и будет широко использовать системы, проектировавшиеся в РКК «Энергия» для «Клипера». Максимальный экипаж нового корабля составит 6 человек (при полётах к Луне — до 4 человек), масса доставляемого на орбиту груза — 500 кг, масса возвращаемого на Землю груза — 500 кг и более, при меньшем экипаже. Длина корабля — 6,1 м, максимальный диаметр корпуса — 4,4 м, масса при околоземных орбитальных полётах — 12 т (при полётах на окололунную орбиту — 16,5 т), масса возвращаемой части — 4,23 т (включая системы мягкой посадки — 7,77 т), Объём герметичного отсека — 18 м³. Длительность автономного полёта корабля — до месяца. Новые конструкционные материалы, основанные на алюминиевых сплавах с улучшенными прочностными характеристиками (в 2015 году от алюминиевых сплавов было решено отказаться в пользу композитных материалов), и углепластики снизят массу конструкции космического корабля на 20-30 % и позволят продлить срок его эксплуатации. Бытовые отсеки будут просто пристыковываться, в зависимости от той задачи, которая будет стоять перед «Федерацией». В марте 2017 вновь принято решение в пользу алюминиевых сплавов.
Корабль проектировался с возможностью глубокой модификации в будущем.

Кресла пилотов

Общий вид кабины корабля

При взлёте на экипаж должны воздействовать перегрузки не более 4 g, а во время посадки в штатном режиме — не более 3 g. Корабль также должен быть многоразовым (до 10 полётов в космос) и иметь надёжность не ниже 0,995. На новом корабле стыковка с МКС может производиться в день его запуска, как на «Союз ТМА-М», который мог стыковаться через шесть часов после запуска.
По данным на октябрь 2016 года — численность экипажа ПТК составит до четырёх человек. В режиме автономного полёта корабль сможет находиться до 30 суток, при полёте в составе орбитальной станции — до 1 года. Общая масса корабля при полёте к орбитальной станции будет равна 14,4 тонны (19 тонн при полёте к Луне), масса возвращаемого аппарата — 9 тонн. Длина корабля — 6,1 метра. Номинальная перегрузка при спуске — 3 g.
| Показатель                     | На околоземную орбиту    | На околоземную орбиту | На околоземную орбиту   | На окололунную орбиту (станцию) |
| ------------------------------ | ------------------------ | --------------------- | ----------------------- | ------------------------------- |
|                                | На станцию, пилотируемый | На станцию, грузовой  | Автономно, пилотируемый |                                 |
| Экипаж, чел.                   | 6                        | —                     | 4                       | 4                               |
| Груз, кг                       | 500                      | 2000 (на Землю 500)   |                         | 100                             |
| Время автономного полёта, сут. | 5                        |                       | 30                      | 14                              |
| Время полёта со станцией, сут. | 365                      |                       |                         | 200                             |
| Масса, т                       | 12                       |                       |                         | 16,5                            |

### Корпус
Корпус космического корабля изготовят на 80 % из композитов[уточнить], а спускаемую капсулу — из алюминиевого сплава 1570С, содержащего скандий.

### Управление

Рычаг управления кораблём

ЖК дисплеи, рычаг управления

По требованиям, предъявленным Роскосмосом, необходимо, чтобы кораблём мог управлять один человек, в отличие от корабля «Союз», для управления которым требуются двое. Второе рабочее место на корабле дублирует место пилота, так как ручка управления и ориентации располагается между ними и заменяет две ручки на «Союзе». Управление пилотируемым кораблём будет осуществляться с помощью современных пультов управления на основе жидкокристаллических дисплеев с «гибкими» меню и форматами отображения данных. Изначально планировалось поставить 5 мониторов: один основной экран и по два для командира и второго члена экипажа, но позже было принято решение, что экипаж будет управлять с помощью трёх сенсорных экранов и одной боковой ручки. Сенсорные мониторы созданы таким образом, чтобы была возможна обратная связь даже в скафандрах.

### Связь

Рабочие места экипажа с пультами управления системами

Обеспечение связи, пеленгации и навигации будет выполняться в режиме реального времени через спутниковый контур.
Оборудование «Федерации» для связи будет работать через многофункциональную космическую систему ретрансляции «Луч», в которой используются спутники-ретрансляторы. Спутники позволят ЦУП проводить сеансы связи в любой момент времени, а не только при пролёте над наземными измерительными пунктами пилотируемого корабля. Вся информация, передаваемая и принимаемая на космический корабль и с него, будет представлять собой единый цифровой поток, защищённый от постороннего доступа, но удобный для дешифровки, распределения по потребителям и дальнейшего хранения.

### Двигатели
По словам инженера проекта, представлявшего «Федерацию» на выставке МАКС-2013, корабль будет оснащён твердотопливными двигателями тягой 22,5 тс и однокомпонентными двигателями на перекиси водорода тягой 75 кгс. Маневровые двигатели, использующиеся для работы на орбите, будут использовать токсичный гептил, так как пока нет более безопасного альтернативного топлива, на котором можно бы реализовать такие же надёжные и простые двигатели корректирующей двигательной установки.

### Стыковочный узел

Рычаг управления и стыковочный узел

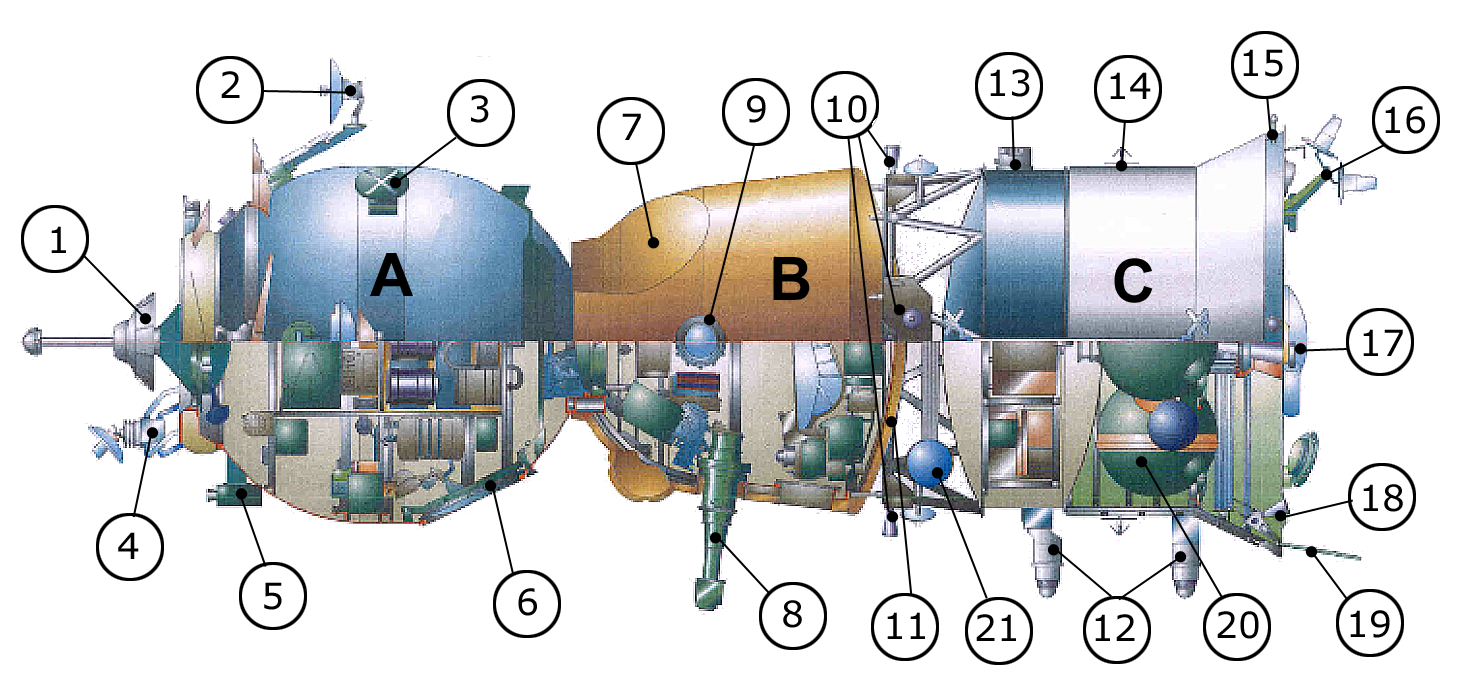
Союз-ТМА. Номером 1 отмечена система стыковки

Корабль получит модернизированную систему стыковки «Курс-Л» от «Союзов». Учитывая требования к «Федерации», а также опыт разработки всех существующих систем стыковки, для нового корабля была выбрана модифицированная стыковочная система «штырь-конус». Эта система используется только на «Союзах», «Прогрессах» и российских модулях МКС, а также на европейском грузовом корабле ATV, иностранные аппараты (кроме указанных), в свою очередь, используют другие стыковочные системы. Поэтому РКК «Энергия» проведёт с американской компанией Lockheed Martin работы по адаптации разрабатываемого пилотируемого американского корабля «Орион» для стыковки с российским кораблём «Орёл». В будущем возможно проведение орбитальной экспериментальной стыковки нового американского корабля с создаваемым ПТК (первая в истории стыковка пилотируемых кораблей разных стран была произведена в 1975 году). Новый стыковочный узел выполнен из титановых сплавов. Предусмотрена возможность установки многоразового стыковочного агрегата.

### Система аварийного спасения
Система аварийного спасения необходима для того, чтобы спасти экипаж в случае аварии ракеты-носителя, унося корабль на безопасное расстояние от аварийной ракеты. САС «Орла» включает в себя 2 твердотопливных двигателя, которые расположены на штанге, стыкующейся к носу корабля. Аналогичное техническое решение реализовано также на кораблях «Союз», а также на американских «Аполлон» и «Орион». В отличие от «Союзов» на «Орле» отсутствуют носовые обтекатели с решетчатыми стабилизаторами. Вместо них за стабилизацию аппарата отвечает двигатель управления — второй твердотопливный двигатель (помимо основного) расположенный на штанге. Разработкой САС «Орла» занимается Московский институт теплотехники.
Бросковые испытания САС «Орла» запланированы на 2023 год.

### Системы жизнеобеспечения
Быт
На корабле установят полноценный обеденный стол. Видео его испытания было продемонстрировано 24 января 2019 года. В эксперименте принимали участие начальник лётно-космического отдела РКК Энергия Марк Серов, ведущий инженер-испытатель отдела Юрий Лиманский, а также младший научный сотрудник «ИМБП» Стефания Федяй. В ходе эксперимента участники принимали пищу за столом и делали всё, что могли бы делать члены экипажа, а медики наблюдали и фиксировали показатели участников.
Система терморегулирования
Комбинированное терморегулирующее покрытие «Термалокс» будет поддерживать заданный тепловой баланс, а также обеспечит электростатическую защиту космического аппарата. Нанесение терморегулирующего покрытия на внешнюю поверхность космического аппарата будет осуществляться по методу газотермического напыления. Изобретение термопокрытия было удостоено серебряной медали на XIX Московском международном салоне изобретений и инновационных технологий «Архимед», который проводился 29 марта — 1 апреля 2016 года.
Санузел
Космический корабль «Орёл» будет оснащён ассенизационно-санитарным устройством, в то время как астронавты НАСА на корабле «Орион» будут пользоваться подгузниками, сообщил глава Центра промышленного дизайна и инноваций «МИСиС» Владимир Пирожков (на самом деле, на «Орионе» тоже есть туалет). Специальный бачок во время полёта будет крепиться четырьмя болтами к поверхности корабля, он будет прикрыт плотной шумоизоляционной шторкой. Устройство будет находиться в отдельной зоне, представляющую собой туалетную кабинку; шторка кабинки будет выполнена из жёстких материалов. Начальник лётно-испытательного отдела РКК «Энергия» Марк Серов в конце марта 2017 заявил — «Неделю ходить в подгузнике — это несерьёзно», чем подтвердил намерение российских разработчиков снабдить «Федерацию» санузлом.

## Модификации корабля

### Отработочная модификация
Отработочная модификация «Орла» является полноразмерным макетом для испытаний при первом пуске на «Ангаре-А5» в 2023 году с космодрома Восточный.

### Орёл
- Изначально планировалось, что ПТК НП будет иметь несколько модификаций: для доставки на низкую орбиту шести членов экипажа, орбитального полёта четырёх туристов в сопровождении командира корабля, для полёта четырёх космонавтов к Луне, доставки грузов. Стартовая масса «околоземной» модификации определялась в 12,5 тонн, «лунную» ограничивали массой в 16,5 тонн.
- В 2012 году было решено создавать два варианта — для полёта на орбиту и на Луну.
- 23 сентября 2019 года пресс-служба Роскосмоса сообщила СМИ, что отдельных модификаций корабля для полётов на околоземную орбиту и к Луне не будет, — РКК «Энергия» построит универсальную версию[89].
- 21 февраля 2021 года стало известно, что первый лётный экземпляр «Орла» будет предназначен для лётных испытаний (один раз в беспилотном варианте и два раза — в пилотируемом) и последующей эксплуатации (до 10 полётов с учётом лётных испытаний)[90].

### Орлёнок
В 2019 году выяснилось, что разрабатываемый корабль «Орёл» весит 22 тонны, и к Луне его сможет вывести только ещё разрабатываемые «Ангара-А5В» и сверхтяжёлая ракета «Енисей». Поэтому было принято решение разработать облегчённую на 5 тонн версию и рассчитанную на 2 человек вместо 4, которая получила название «Орлёнок». «Орлёнок» должен быть создан к 2028 году.

## Ракета-носитель

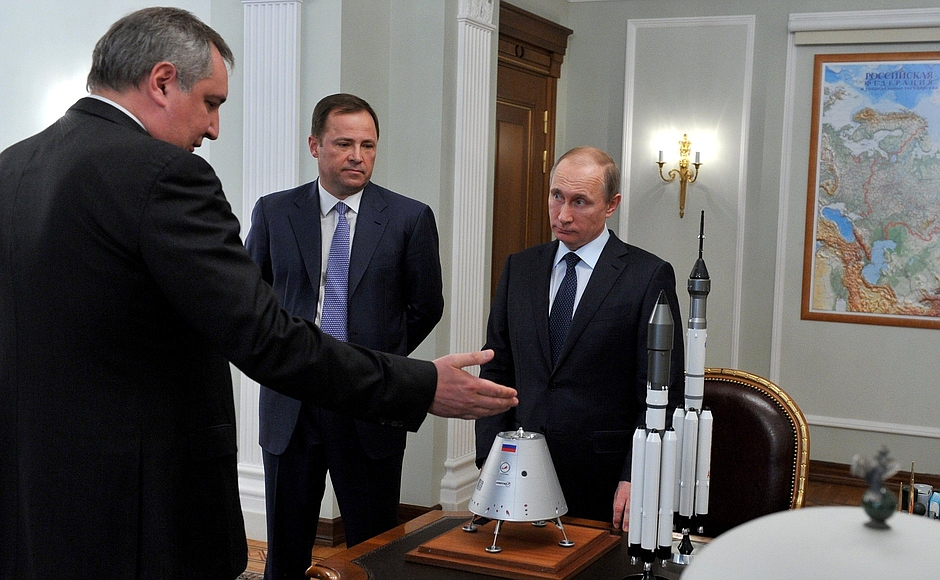
В. Путин, Д. Рогозин и глава Роскосмоса И. Комаров и макеты «Федерации», «Ангара-А5», «Ангара-А5В» (2015 год)

Изначально планировалось, что запускать пилотируемый корабль нового поколения (ПТК НП) будут на РН «Русь-М», но в 2011 году проект закрыли. Возникла необходимость в создании новой сверхтяжёлой ракеты. В 2014 году идею создания такой ракеты одобрил Владимир Путин, и её включили в проект Федеральной космической программы на 2016—2025 годы. Но на начальном этапе предполагалось использовать для запусков непилотируемой версии корабля использовать ракету-носитель «Ангара-А5». Также звучали предложения провести испытания корабля на РН «Зенит».
В конце 2014 года замгендиректора Центра им. Хруничева Александр Медведев сообщил СМИ, что предприятие реализует техническое задание по доработке ракеты-носителя «Ангара-А5» для пилотируемой версии корабля, не исключив, что для этой цели может быть доработана «Ангара-А3».

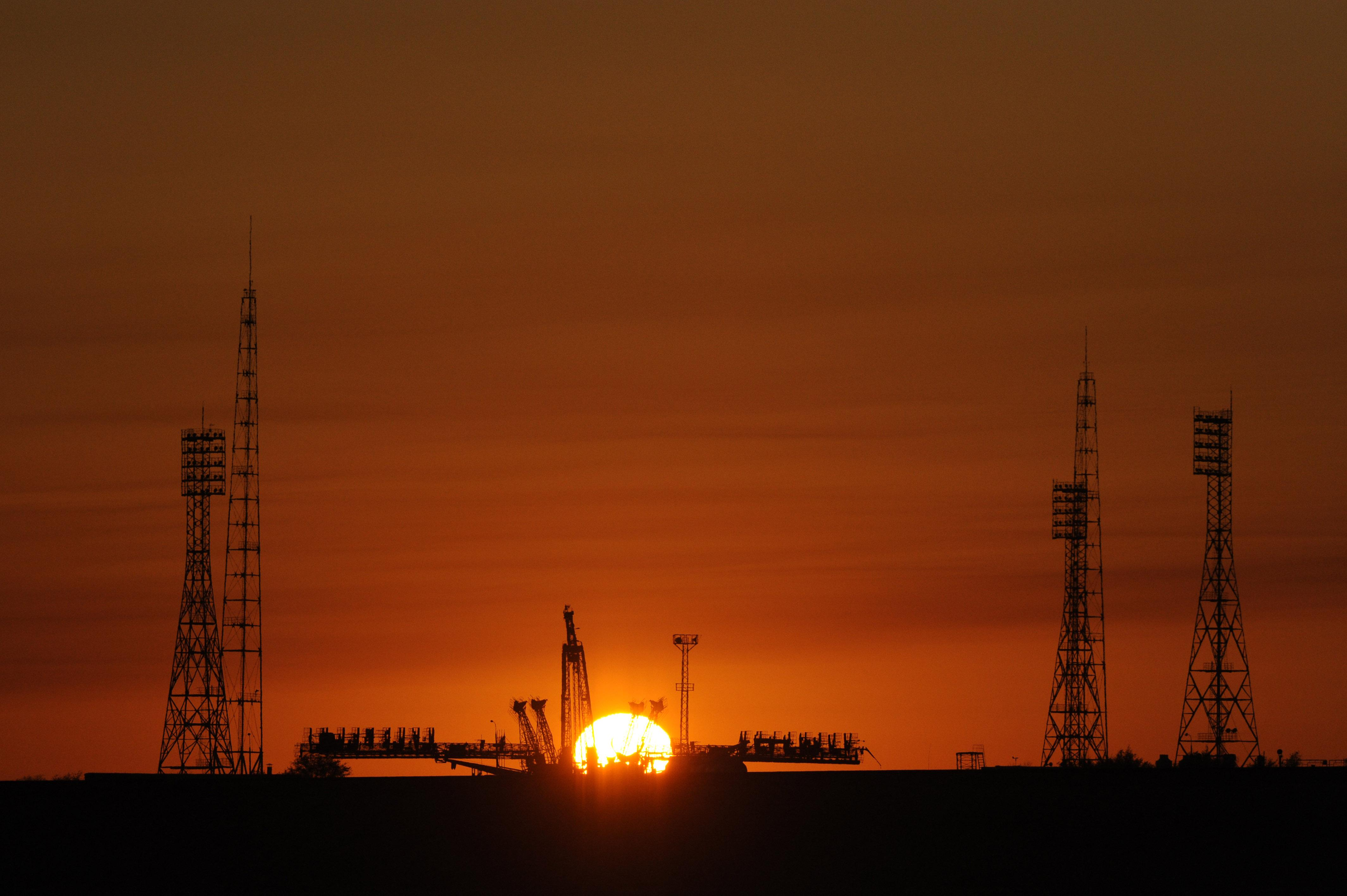
Космодром «Байконур», откуда первоначально планировалось проводить запуски

В марте 2015 года стало известно, что «Роскосмос» планирует отказаться от создания сверхтяжёлой ракеты-носителя в ближайшей перспективе. Вместо неё для полёта к Луне будут проводить два запуска ракет «Ангара-А5В».
В апреле 2015 года «Роскосмос» уточнил, что полностью от сверхтяжёлой ракеты-носителя всё-таки не будет отказываться, и потенциальный разработчик уже выбран.
В конце мая 2017 года источник «Роскосмоса» сообщил о намерении провести пуск пилотируемого корабля «Федерация» в 2022 году с космодрома Байконур на новой ракете-носителе среднего класса «Феникс».

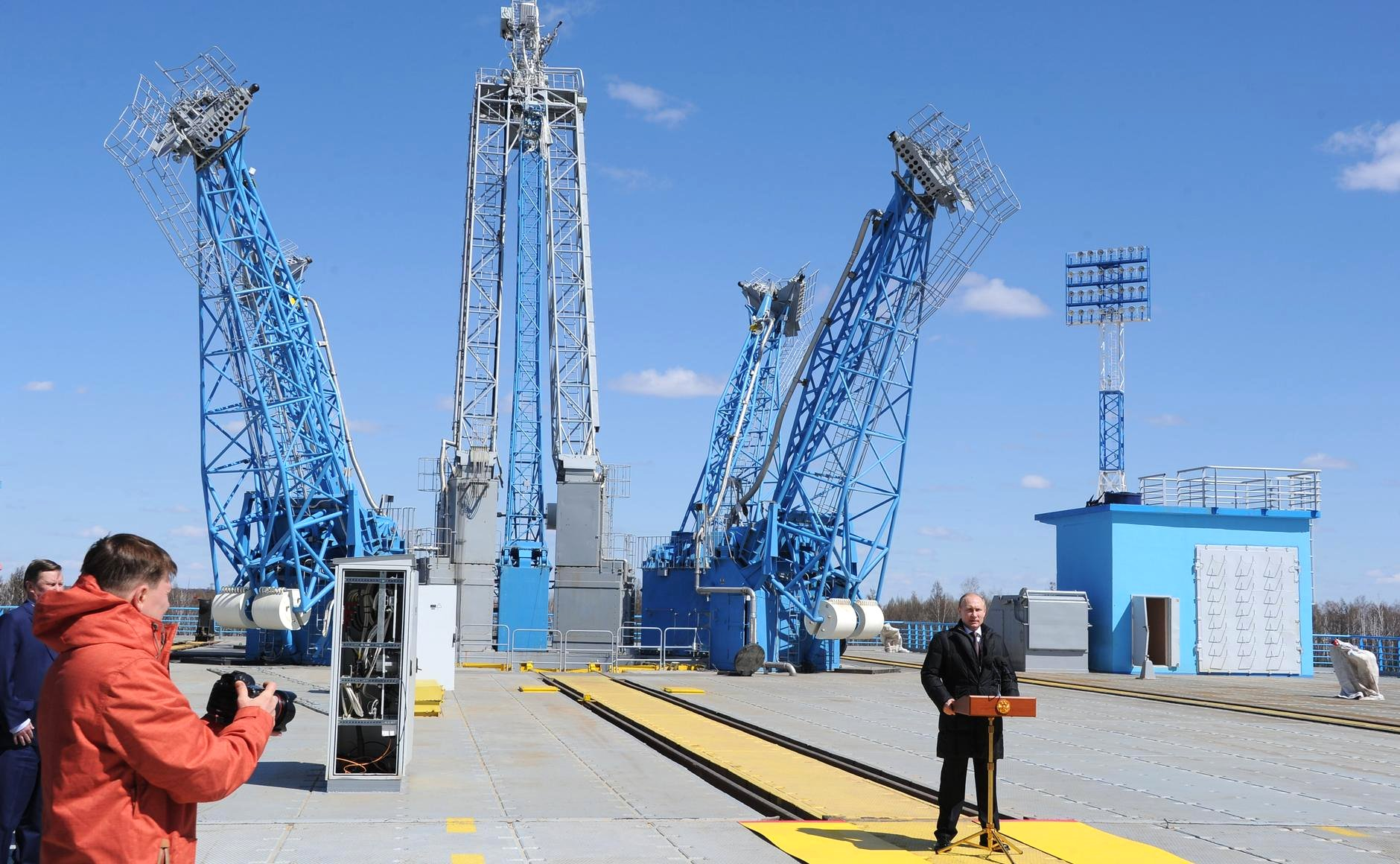
Выступление президента России на стартовом комплексе космодрома «Восточный»

В сентябре 2019 года глава Роскосмоса Дмитрий Рогозин заявил СМИ, что лётные испытания «Федерации» решено вернуть на «Ангару», первый тестовый беспилотный пуск без стыковки с МКС пройдёт в 2023 году, в 2025 году состоится пилотируемый полёт, в 2026 — пилотируемый полёт со стыковкой с МКС. Источник в ракетно-космической отрасли сообщил СМИ, что причина возврата пилотируемых пусков с «Союза-5» снова на «Ангару» связана с тем, что пилотируемая версия «Союза-5» привела бы к усложнению и удорожанию базовой версии, и сделало бы его коммерчески неконкурентоспособным носителем, в частности, пришлось бы предпринять ряд шагов по повышению грузоподъёмности до 18 тонн.
В конце декабря 2020 года из материалов на сайте госзакупок стало известно, что Роскосмос выделит более миллиарда рублей на адаптацию пилотируемого корабля «Орёл» к «Ангаре-А5М».

## Районы посадки
Спускаемый аппарат будет приземляться с помощью трёх парашютов общей площадью 3600 м², способных выдержать вес до 9 т, и реактивной системы мягкой посадки. Парашюты будут раскрываться на высоте около 1 км, твердотопливные ракетные двигатели будут уменьшать скорость снижения с высоты ~50 м (ранее предлагалась полностью реактивная система с резервными парашютами на случай неисправности двигателей). Посадка будет осуществляться на амортизированные опоры, за счёт чего исключается падение спускаемого аппарата на бок после касания грунта, характерное для космического корабля «Союз».
Для точной посадки будут использоваться технологии наведения на цель межконтинентальных баллистических ракет «Тополь» и «Ярс».
Полигоны посадки планируются в южной части России. Для «Федерации» определено два района посадки — Саратовская и Оренбургская области. Под район посадки не потребуется отводить большу́ю местность, поскольку новая система обеспечит ему приземление в зоне с радиусом 5—7 км.
- К 2018 году были определены четыре района посадки спускаемой капсулы в районах городов: Энгельс, Орск, Оренбург и Рубцовск[110].
- 12 февраля 2021 года генеральный конструктор ЦЭНКИ Алексей Богомолов сообщил СМИ, что корабль «Орёл» после космического полёта будет совершать посадку в районе Оренбурга.
- 13 апреля 2021 года Роскосмос на сайте госзакупок опубликовал контракт на опытно-конструкторскую работу по созданию комплекса районов посадки и первичного обслуживания возвращаемого аппарата «Орла». В техническом задании прописано, что комплекс должен включать в себя средства эвакуации экипажа из возвращаемого аппарата, средства его первичного послеполётного обслуживания, вспомогательные и учебно-тренировочные средства, технические системы. Штатные районы посадки должны иметь следующие характеристики: районы выбираются на сухопутных территориях России; районы должны быть ограниченных размеров, но не менее заданной точности посадки ВА; высота местности над уровнем моря должна быть не более 500 м. При этом районы посадки должны находиться в безлюдном месте, а реки, болота и водоёмы должны занимать не более 5 % от их территории. Работы должны быть выполнены с момента заключения контракта и до 15 ноября 2025 года[111].
- 18 апреля 2021 года на сайте госзакупок Роскосмосом была опубликована документация, согласно которой по результатам рекогносцировочных работ для штатного района посадки и первичного обслуживания возвращаемого аппарата пилотируемого транспортного корабля «Орёл» определён район номер восемь «Оренбург», расположенный в 64,5 км к юго-востоку от города Оренбург с координатами 51 градус 28 минут 57 секунд северной широты, 55 градусов 52 минуты 38 секунд восточной долготы с радиусом 8 км. Место находится в Беляевском районе Оренбургской области. В этом месте Роскосмос построит посадочный комплекс и комплекс первичного обслуживания возвращаемого аппарата корабля «Орёл». В радиусе 8 км от этой точки населённых пунктов нет. Ближайшими населёнными пунктами являются сёла Старицкое, Цветочное и Крючковка[112].

## Хронология

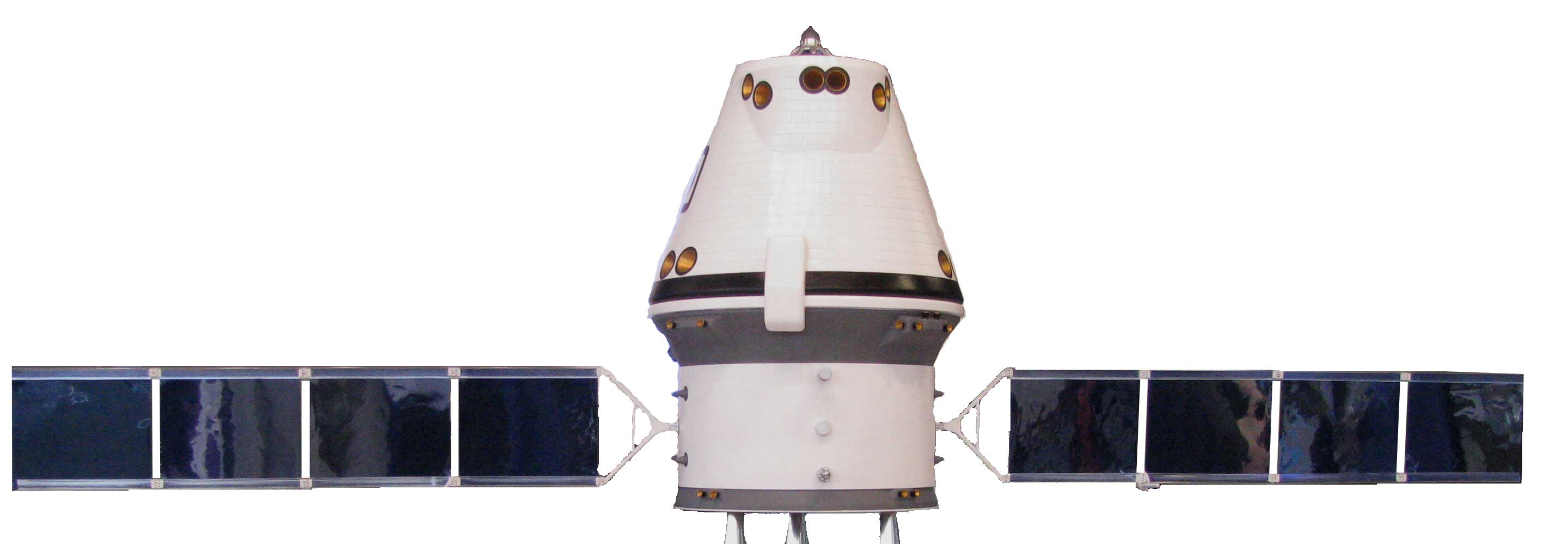
Макет корабля «Орёл», представленный на МАКС-2009

### 2009 год
РКК «Энергия» выигрывает конкурс на создание пилотируемого транспортного корабля нового поколения (ПТК НП). В апреле 2009 года специалисты начинают работу над эскизным проектом.

### 2010 год
Эскизное проектирование корабля закончено в июне 2010 года. Военные представители в ракетно-космической корпорации (РКК) «Энергия» одобрили эскизный проект перспективного пилотируемого космического корабля;

### 2011 год
Полноразмерный макет был впервые показан массовому зрителю на авиасалоне МАКС-2011. Выполнены предварительные работы по «ПТК НП»: Разработано и утверждено 118 технических заданий по договорам со смежными организациями. Заключено 102 договора со смежными организациями. Выпущено 14 научно-технических отчётов смежных организаций в рамках договоров на 2011 год. Изготовлено 5 аэродинамических моделей для исследования аэродинамических и газодинамических характеристик ВА и ОГБ. Проведены теоретические исследования, результаты которых подтверждены испытаниями в аэродинамических трубах на изготовленных моделях. Разработано дополнение к ТЗ, включающее Пилотируемый космический комплекс для полётов к Луне, обеспечивающий доставку на окололунную орбиту и возвращение на Землю до 4-х человек экипажа и 100 кг полезного груза.

### 2012 год
Сроки начала беспилотных испытаний были перенесены с 2015 на 2018 год.
В апреле 2012 года «Роскосмосом» было утверждено дополнение к исходному техническому заданию на технический проект «ПТК НП». Основной задачей «ПТК НП» стало обеспечение полётов к Луне при сохранении возможности транспортно-технического обслуживания околоземных орбитальных станций. Участие «ПТК НП» в марсианских экспедициях в качестве межпланетного корабля не предполагается.
В декабре 2012 года завершено проектирование «ПТК НП» РКК «Энергия» — объёмом 1666 томов. Техническое проектирование космического корабля проводилось с использованием «цифровых технологий».
В том же 2012 году по «ПТК НП» были выполнены работы: написано 1073 книги технического проекта по «ПТК НП»; изготовлено и испытано 17 моделей возвращаемых аппаратов и отделяемых головных блоков для исследований в аэродинамических трубах ЦНИИмаш, ЦАГИ и ИТПМ СО РАН; по результатам расчётно-экспериментальных исследований смежными организациями выпущено 49 научно-технических отчётов по аэрогазодинамике и теплообмену; разработаны ЦНИИмаш нормы прочности пилотируемого транспортного корабля; проведено 250 испытаний в ЦНИИмаш, МАИ и ИПМех образцов теплозащитных материалов.

### 2013 год
Начался выпуск рабочей документации на элементы системы. По этой документации будут изготовлены вначале опытные, а затем лётные экземпляры космического корабля и ракеты-носителя для него. Начались испытания иллюминаторов.
На МАКС-2013 показали новый макет.
Позднее РКК «Энергия» выполнена разработка эскизного проекта и технического проекта по созданию перспективной пилотируемой транспортной системы нового поколения первого этапа, подписан контракт на дальнейшие этапы работ (2013—2015 годы).
В РКК «Энергия» в рамках работ по проекту пилотируемого транспортного корабля нового поколения проводилась экспериментальная отработка действий экипажа корабля при размещении космонавтов в командном отсеке возвращаемого аппарата (ВА) и покидании в нештатных ситуациях.

### 2014 год
Завершена разработка технического проекта перспективной пилотируемой транспортной системы первого этапа. В РКК «Энергия» совместно с космонавтами и специалистами НИИ ЦПК проводилась экспертная оценка интегрированной многоканальной ручки управления движением и ориентацией, которая планируется к использованию на ПТК.

### 2015 год
Начата разработка следующего этапа создания «ПТК НП», на котором предстоит выпуск рабочей конструкторской документации и изготовление макетных, опытных и штатных изделий и установок для «ПТК НП». РКК «Энергия» проведёт наземные автономные испытания изготовленной «материальной части» и отработает основные технологические процессы изготовления корабля.
На проектно-компоновочном макете «ПТК НП» проведена оценка возможных зон размещения спальных мешков для сна экипажа.
Завершилось изготовление пилотажно-процедурного стенда корабля (стенда эргономической отработки). Задача стенда — разработка и экспериментальная отработка человеко-машинного интерфейса, режимов ручного управления и основных алгоритмов деятельности экипажа. Подобный стенд был создан и компанией Boeing при разработке корабля CST-100.
В августе 2015 года произошёл очередной перенос сроков реализации проекта из-за экономической ситуации.
На авиасалоне МАКС-2015 был впервые представлен целиком выполненный из углепластика корпус командного отсека корабля.

### 2016 год
15 января 2016 года объявлено, что «ПТК НП» будет называться «Федерация».
Начато строительство космического корабля «Федерация»; проведены испытания первого в мире углепластикового корпуса командного отсека для «Федерации», изготовлены следующие два полноразмерных макета для лётных и сертификационных испытаний. В первой половине года завершены выбор и сертификация материалов, из которых будет изготовлен корабль.

### 2017 год
Практически закончена разработка конструкторской документации, началось изготовление отдельных узлов.
В марте 2017 года проводилось макетирование и 3D моделирование санузла.

### 2018 год
В марте 2018 года было решено переделать уже имеющийся скафандр Сокол-М с гермомолнией, разработанный для корабля, так как его внешний вид и прочие характеристики не соответствовали заявленным требованиям.
В апреле 2018 года принято решение запускать новый корабль с помощью ракеты-носителя Союз-5.
29 апреля 2018 года стало известно что один из макетов корабля проходит аэродинамические испытания в Центральном аэрогидродинамическом институте (ЦАГИ) имени профессора Н. Е. Жуковского.
28 мая 2018 года завершился первый этап испытаний модели корабля в трансзвуковой аэродинамической трубе ЦАГИ, в ходе которого были проведены исследования аэродинамических характеристик, распределения и пульсации давления на исполнительных моделях отдельного возвращаемого аппарата и в составе с ракетой-носителем.
27 июня 2018 года завершились испытания макета возвращаемого аппарата в гиперзвуковых трубах.
В том же месяце специалистами лётно-испытательного отдела РКК «Энергия» была проведена экспериментальная отработка и макетирование средств фиксации внутри командного отсека, а именно поручней, для того, чтобы экипажу было удобнее работать.
29 сентября 2018 года стало известно, что создано новое кресло для корабля, которое назвали «Чегет» в честь одноимённой кавказской горы, его испытаниями займётся РКК «Энергия».
В начале ноября стало известно, что корабль готовят к автономным и комплексным испытаниям, то есть испытаниям узлов изделия и испытаниям изделия в максимально приближенных к реальным условиям.
16 ноября 2018 года генеральный директор РКК «Энергия» Сергей Романов в интервью СМИ сообщил, что по состоянию на сегодняшний день запуск «Федерации» в беспилотном режиме может состояться только в 2024 году.
28 ноября 2018 года генеральный директор ЦАГИ Кирилл Сыпало сообщил СМИ, что весной 2019 года институт начнёт в гидроканале модельные испытания по приводнению спускаемого аппарата корабля «Федерация». Ранее специалисты уже провели численное моделирование приводнения спускаемой капсулы корабля. Сыпало также отметил, что по результатам испытания в аэродинамических трубах в конструкцию корабля были внесены изменения, однако уточнил, что это не отразится на сроках окончания изготовления корабля.
Учёные из Научно-исследовательского института пищеконцентратной промышленности и специальной пищевой технологии (НИИ ПП и СПТ), рассказали о том, что экипаж «Федерации» в полёте будет пить кофе, защищённый от радиации.
7 декабря 2018 года был проведён первый испытательный полёт на стенде в корпорации «Энергия», результатом стал 5-часовой полёт со стыковкой с МКС.
В конце декабря 2018 года специалисты холдинга «Российские космические системы» приступили к созданию «СЗИ-2» — бортового самописца.

### 2019 год
В январе 2019 года Дмитрий Рогозин сообщил, что корабль будет переименован, так как ему нужно мужское имя. В то же время он сказал, что имя уже придумали. Есть идея, чтобы назвать корабли по реестру первых кораблей, построенных Петром Первым, например, «Орёл», «Флаг» или «Аист». Первое имя корабля, «Федерация», было получено по итогам голосования, несмотря на то, что набрало 3,6 тысячи голосов, в отличие от «Гагарин» — 10,4 тысячи и «Вектор» — 4,9 тысячи.
В феврале несколько разработчиков «Федерации» перешли из РКК «Энергия» в частную космическую компанию «S7 Space».
22 февраля 2019 года глава Роскосмоса Дмитрий Рогозин объявил, что «Федерация» не будет летать к МКС — для этого будут использоваться «Союзы МС» и их модификации, а применение такого корабля, как «Федерация», с повышенной тепловой и радиационной защитой, будет слишком затратным для подобного рода миссий. Предназначение «Федерации» — лунные проекты и миссии в дальний космос. Однако 1 марта 2019 года исполнительный директор по пилотируемым космическим программам Роскосмоса Сергей Крикалёв уточнил, что «Федерация», хоть и не будет использоваться для доставки экипажей на МКС, но всё же несколько раз слетает к ней в рамках лётных испытаний. Дмитрий Рогозин в этот же день повторил свои слова об экономической нецелесообразности использования корабля для полётов к МКС, добавив к словам Крикалёва, что «Федерация» в рамках испытаний будет пристыковываться к МКС в 2022—2025 годах для отработки систем его возвращения на Землю.
В начале апреля 2019 года был уволен ряд сотрудников РКК «Энергия» в целях соблюдения установленных сроков производства космического корабля.
В том же месяце Роскосмос получил робота-пилота Фёдора для проверки возможности использовать его в первом полёте космического корабля.
В мае 2019 года появилась информация о начале изготовления первого экземпляра корабля, его корпуса. Несмотря на то, что ранее предполагалось изготавливать корпус из композитных материалов, в связи с санкциями и невозможностью создать продукцию в России, как и из-за сомнений по поводу безопасности такого решения ввиду нагрева и вредоносного испарения, было решено использовать алюминиевый сплав.
6 сентября 2019 года Дмитрий Рогозин объявил, что опытно-конструкторская разработка космического корабля «Федерация» получит в серийном производстве название «Орёл» — в честь первого российского военного парусного корабля. Название также отсылает к главному конструктору ракетно-космической промышленности СССР Сергею Королёву, который называл космонавтов «орлятами».
В том же сентябре 2019 года появилось сообщение о том, что вместо двух версий корабля будет производиться одна универсальная, способная летать как к МКС, так и к Луне А позднее — о том, что уже изготавливаются два экземпляра корабля, один — для отработки взлёта и посадки, а другой — пилотируемый.
В октябре 2019 года были проведены исследования аэродинамических характеристик крышки парашютного контейнера в процессе её отделения от возвращаемого аппарата корабля «Орёл». Испытания проводились на модели корабля в большой трансзвуковой аэродинамической трубе Т-128 ЦАГИ на дозвуковом режиме с использованием автоматизированного стенда.
13 декабря 2019 года стало известно, что космический корабль окажется слишком тяжёлым для полёта — его вес составит 22 тонны 343 кг, в то время как разработчики ракет рассчитывали на массу до 19 тонн 848 кг, что вынудило разработчиков придумать методы для снижения веса до 21 тонны 200 кг, достаточного для полёта на ракете-носителе Ангара-А5П. Оказалось, что кабельная сеть весит на 201 кг больше, чем должна, вес системы жизнеобеспечения превышен на 109 кг, вес двигательной установки — на 107 кг, системы стыковки — на 90 кг.

### 2020 год

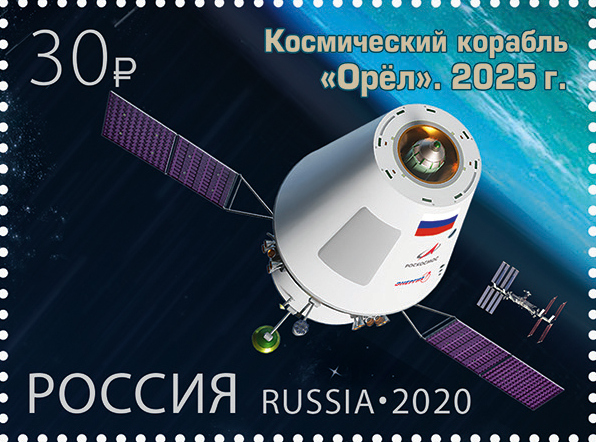
«Орёл» на почтовой марке России 2020 года

28 января 2020 года из презентации первого замглавы «Роскосмоса» Юрия Урличича, представленной на XLIV Академических чтениях по космонавтике памяти С. П. Королёва, стало известно, что беспилотный облёт Луны кораблём «Орёл» планируется на 2028 год, а пилотируемый облёт и отработка пилотируемой стыковки корабля с лунным взлётно-посадочным комплексом — в 2029 году.
13 февраля 2020 года года в материалах разработчика аппарата — РКК «Энергия» — появилась информация о том, что корабль «Орёл» впервые отправится к МКС в беспилотном режиме в сентябре 2024 года, в пилотируемом режиме — в сентябре 2025 года.
В июне космонавт Фёдор Юрчихин сообщил в интервью СМИ, что к производству корабля «Орёл» ещё не приступали, нет даже утверждённых чертежей.
22 июня 2020 года новый главный конструктор по разработке пилотируемого транспортного корабля нового поколения Игорь Хамиц в интервью СМИ ответил на вопросы о текущем состоянии программы.

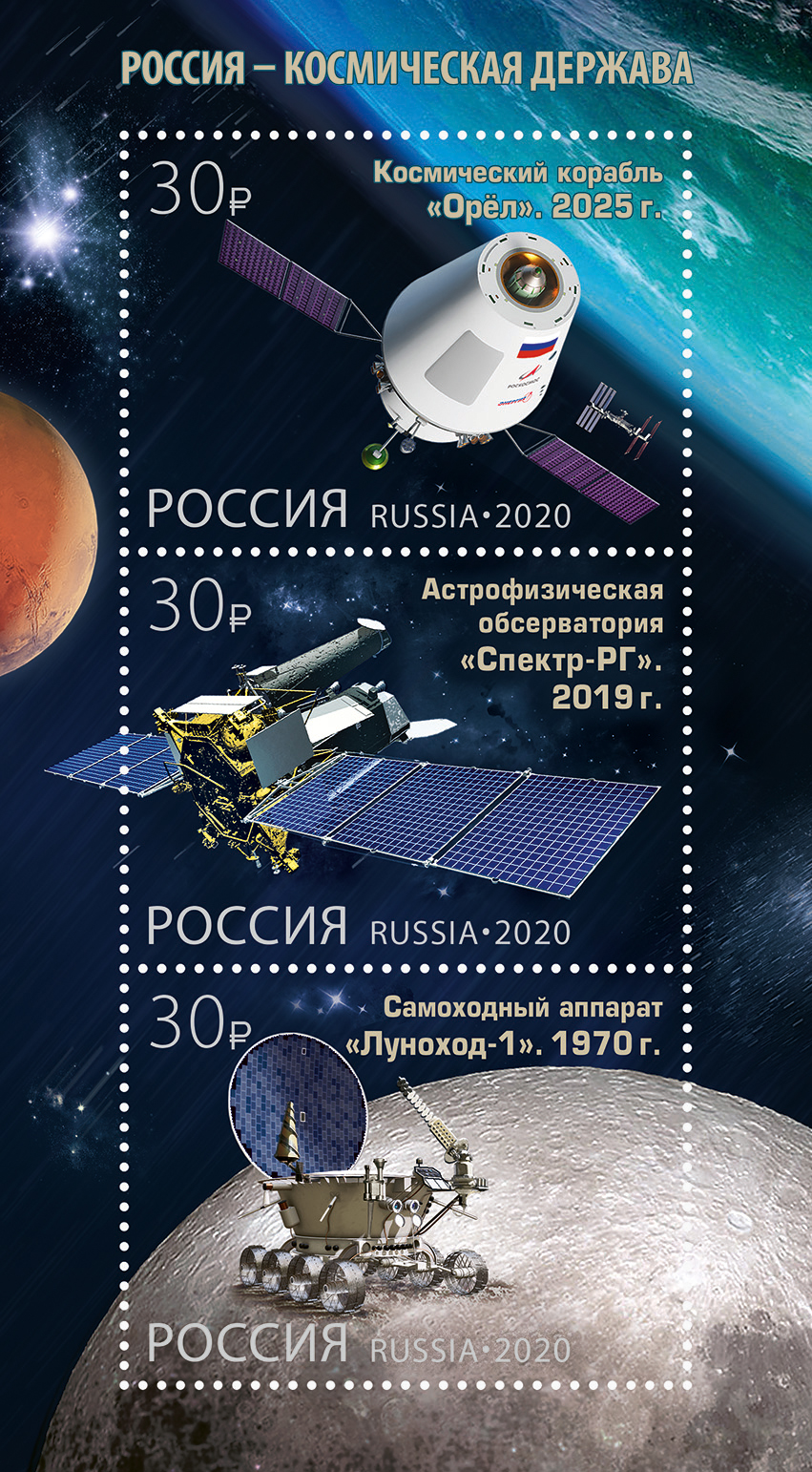
Почтовый блок с тремя марками «Россия — космическая держава»

В августе генеральный директор холдинга «Технодинамика» Игорь Насенков в интервью СМИ рассказал о прогрессе в разработке парашютной системы корабля «Орёл». По его словам, опытные образцы парашютов проходили бросковые испытания с одним куполом и соответствующим весовым макетом. Согласно 2 другим интервью 2020 года, разработка парашютной системы находится «в высокой стадии готовности», полностью определён облик узлов и элементов системы, опытные образцы проходят цикл автономных наземных и лётных испытаний.
10 октября 2020 года в социальных сетях Роскосмоса были опубликованы фотографии отдельных элементов, в том числе корпус двигательного отсека и корпус СА; до конца года в РКК «Энергия» планирует собрать статический макет дальнеорбитального пилотируемого корабля «Орёл» и приступить к наземной части его испытаний.
7 декабря 2020 года в Роскосмосе сообщили, что специалисты холдинга «Российские космические системы» успешно провели испытания первого опытного спасаемого накопителя информации СЗИ-2 для корабля «Орёл».
31 декабря 2020 года глава Роскосмоса Дмитрий Рогозин в интервью телеканалу «Россия 24» сообщил о готовности макета для проведения статических испытаний, подчеркнув, что «это уже готовый корабль».

### 2021 год

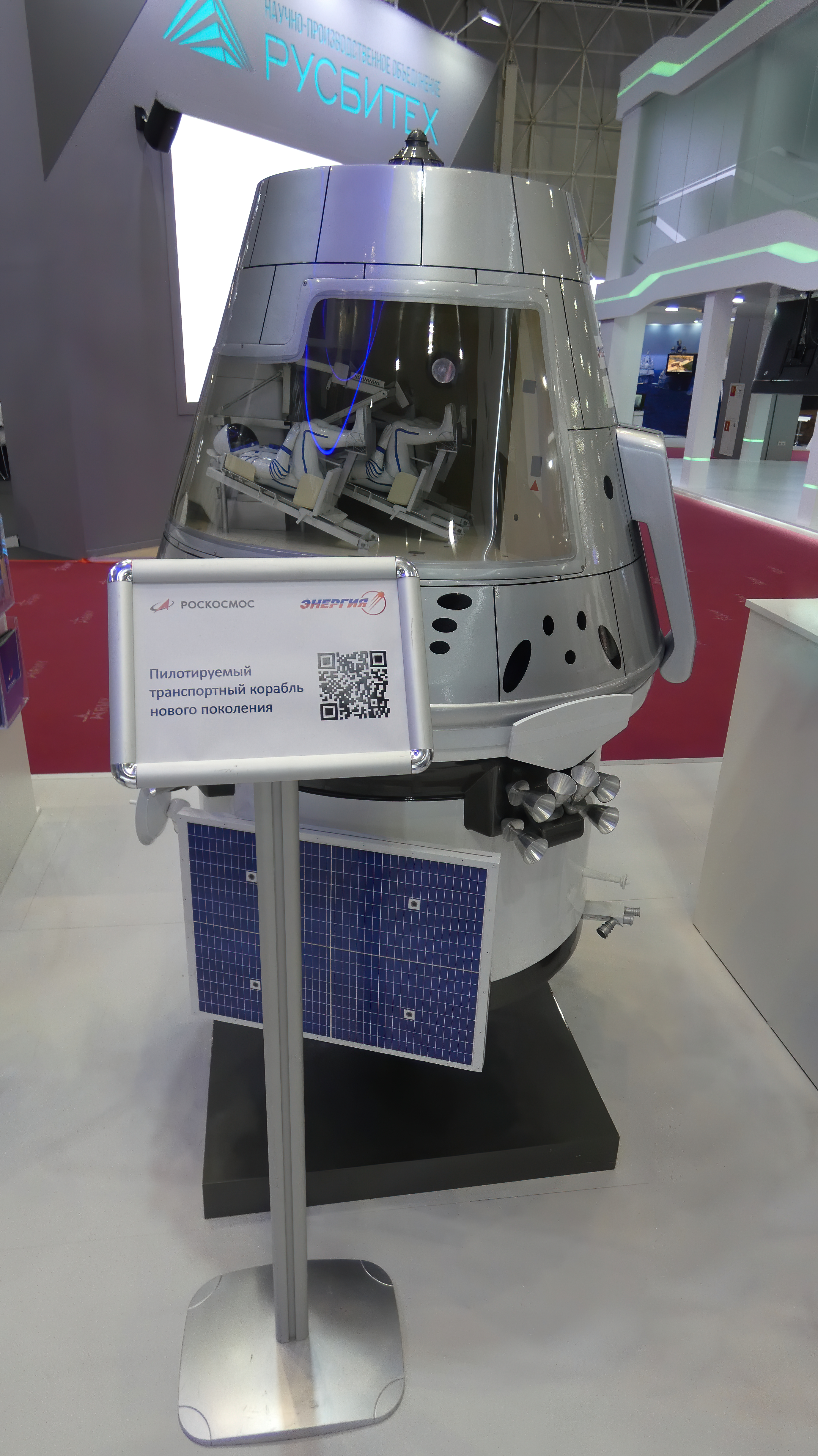
«Орёл» на выставке «Армия-2021».

21 февраля 2021 года на сайте госзакупок появился контракт, согласно которому РКК «Энергия» до февраля 2022 года потратит 262,5 млн рублей на отработку парашютной системы и средств приземления. Парашютная система будет многокупольной, а не однокупольной, как на «Союзе», и включать три основных парашюта площадью 1,2 тысячи квадратных метров каждый. При этом работа системы на двух основных парашютах (при отказе одного) будет считаться нормальной.
8 апреля 2021 года глава Роскосмоса Дмитрий Рогозин в своём телеграм-канале разместил кадры с завода экспериментального машиностроения РКК «Энергия», на которых запечатлён процесс изготовления элементов (корпуса спускаемого аппарата, отсеков двигательной установки и др.) нескольких макетов корабля «Орёл» для проведения статических и динамических испытаний.
24 мая 2021 года в ЦНИИмаше завершается автономная экспериментальная отработка ракетного двигателя МВСК02, который предназначен для обеспечения маневрирования в космосе КК «Орёл»; завершены климатические, коррозионные и огневые ресурсные испытания трёх экземпляров двигателя, экспериментально подтвердившие назначенный срок службы — 7 лет, включая 560 суток лётной эксплуатации в космосе.
В начале сентября 2021 года Дмитрий Рогозин доложил президенту Владимиру Путину о том, что корабль проходит динамические и статические испытания в РКК «Энергия».
4 октября 2021 года генконструктор РКК «Энергия» Владимир Соловьёв сообщил, что корабль «Орёл» сможет доставлять на околоземную орбиту четырёх членов экипажа, а забирать — шестерых.

### 2022 год
В апреле 2022 года сотрудники Роскосмоса готовили корабль к вакуумным испытаниям на космодроме «Восточный». С помощью установки длиной 14 метров и диаметром 9 метров, для создания вакуума в которой используются 30 насосов, 5 типов. Все насосы отечественного производства. В конце марта и первых числах апреля велись настройки аппаратуры и пробное создание технического вакуума.
25 июня 2022 года глава Роскосмоса в социальных сетях опубликовал фото о ходе работ по кораблю «Орёл», сделанные в ходе посещения Ракетно-космической корпорации «Энергия»
В июле 2022 года Дмитрий Рогозин сообщил, что испытания корабля для полётов на Луну уже начались.
В середине ноября 2022 года благодаря Сергею Крикалёву стало известно о том, что проекту не хватает финансирования в части создания наземного оборудования на космодроме Восточный. По мнению специалиста, раньше 2025 года корабль не полетит.

### 2023 год
Согласно публикации в научном журнале «Пилотируемые полёты в космос» Центра подготовки космонавтов, определены два основных района посадки перспективного транспортного корабля на территории Российской Федерации и начаты работы по их оборудованию.
В апреле 2023 года генеральный директор Роскосмоса Юрий Борисов сообщил СМИ, что лётные испытания корабля «Орёл» будут увязаны с развёртыванием новой Российской орбитальной станции (РОС), которое начнётся с конца 2027 года. Первоначально лётные испытания «Орла» планировалось проводить со стыковкой к МКС.
В апреле 2023 года заместитель генерального конструктора РКК «Энергия», главный конструктор Российской орбитальной станции (РОС) Владимир Кожевников сообщил СМИ, что к настоящему моменту завершён выпуск рабочей конструкторской документации и начато производство корпусных элементов отсеков лётных образцов корабля. Поставляется бортовое оборудование для комплектации первой лётной машины. Полным ходом идёт экспериментальная отработка: проводятся статические испытания корпусов корабля, на завершающей стадии оснащения находятся динамический и вертолётный макеты.
В августе 2023 года главный конструктор Российской орбитальной станции Владимир Кожевников сообщил, что первый запуск перспективного транспортного корабля нового поколения «Орёл» к ней состоится с космодрома Восточный в 2028 году. После 2030 года предусмотрено создание корабля в нескольких вариантах: пассажирский, грузовой, грузопассажирский, с платформой для больших грузов. Ранее «Роскосмос» сообщил о испытаниях макета «Орла», которые планируются на 2024—2025 годы на космодроме Восточный.

### 2024 год
В апреле 2024 года гендиректор «Роскосмоса» Юрий Борисов на лекции для учащихся, курсантов и студентов в Государственном музее истории космонавтики имени Циолковского в Калуге сообщил, что перспективный транспортный корабль нового поколения «Орёл» находится на завершающей стадии строительства. Поскольку российскую лунную программу, на которую изначально он был рассчитан, отложили на более поздний срок, то для корабля оставили другую задачу — доставлять экипажи на Российскую орбитальную станцию, строительство которой начнется в 2027 году. Для этого существующий проект корабля слишком «переразмерен», поэтому сейчас идет его адаптация под орбитальные полеты вокруг Земли. Выводить корабль на орбиту планируется ракетой тяжёлого класса «Ангара-А5М» с космодрома Восточный.

## Планы
- 2028—2029 годы — первый полёт[189]
- 2023 год — испытания системы аварийного спасения «Орла» (отстрел, увод и приземление корабля в безопасном районе) на макете ракеты «Ангара-А5М» («Ангара-НЖ» — наземная жидкостная) путём четырёхкратного сброса с вертолёта возвращаемой части корабля[190].
- 2024 год — должны начаться лётные испытания в беспилотном варианте[191]; ранее первый полёт в автоматическом режиме планировался в 2017[123], 2021[192][193], 2022[194] годах;
- 2027 год — должен состояться первый пилотируемый полёт[1][165]; ранее планировался на 2024[194], 2023[192][195], 2018[196] годы.

## Бюджет проекта
Бюджет проекта в Федеральной космической программе 2016—2025 годов (в миллиардах рублей):
| 2016  | 2017  | 2018  | 2019  | 2020   | 2021  | 2022  | 2023  | 2024  | 2025  | Итого: |
| ----- | ----- | ----- | ----- | ------ | ----- | ----- | ----- | ----- | ----- | ------ |
| 8,178 | 7,492 | 5,543 | 7,441 | 11,818 | 6,964 | 2,138 | 2,615 | 3,038 | 2,327 | 57,556 |

- 13 апреля 2021 года Роскосмос на сайте госзакупок опубликовал контракт стоимостью 1,88 млрд рублей на ОКР по созданию комплекса районов посадки и первичного обслуживания возвращаемого аппарата ПТК «Орёл». Работы должны быть выполнены с момента заключения контракта и до 15 ноября 2025 года[111].

## Критика проекта
14 ноября 2014 года на заседании экспертного совета коллегии Военно-промышленной комиссии заместитель руководителя ЦНИИМаш, космонавт Сергей Крикалёв заявил, что при сохранении нынешних тенденций ПТК НП никогда не будет построен. Он раскритиковал организационные проблемы в отрасли и посетовал на неоднократные переносы срока начала лётных испытаний. Марк Серов, инженер-космонавт РКК «Энергия», который принимает участие в разработке корабля, прокомментировал заявления Крикалёва:
У наблюдателя со стороны складывается впечатление, что по теме ПТК ничего не происходит. Тем не менее идёт планомерная работа в рамках утверждённых графиков.
В одном из сюжетов (март 2014 года) официальной телестудии «Роскосмоса» сообщается[значимость факта?]:
Конечно, от макета до реального корабля пройдёт время. Однако уже сейчас есть уверенность, что он будет.
26 ноября 2014 года вице-президент ОРКК Виталий Лопота сообщил, что Россия не имеет возможности осуществить высадку космонавтов на поверхность Луны. 24 декабря 2014 вице-премьер Дмитрий Рогозин, курирующий ВПК и космос, выразил сомнение в необходимости для России полётов на Луну и Марс. Ряд экспертов сомневается в целесообразности и возможности реализации проекта освоения Луны в его нынешнем виде.

## Перенос сроков
В апреле 2015 года широкой общественности[кому?] стало известно, что от реализации лунного проекта в России отказываться не будут. Беспилотный полёт состоится в 2025 году, пилотируемый — в 2029—2030 годах (в августе сроки реализации проекта были перенесены из-за экономической ситуации).
6 августа 2015 года заместитель руководителя «Роскосмоса» Сергей Савельев сообщил, что запуск «Федерации» в беспилотном варианте планируется на 2021 год, а первый пилотируемый полёт состоится в 2023 году. Президент России Владимир Путин в конце 2015 года утверждал, что запуск «Ангары» должен состояться в конце 2021 года, а первый пилотируемый полёт — в 2023 году.
7 декабря 2018 года было объявлено, что сроки всех полётов в очередной раз сдвинуты на год-два, то есть лётные испытания корабля с полётом на околоземную орбиту начнутся в 2023 году.

## Сравнение с аналогичными проектами
| Сравнение характеристик некоторых пилотируемых космических кораблей | Сравнение характеристик некоторых пилотируемых космических кораблей                             | Сравнение характеристик некоторых пилотируемых космических кораблей | Сравнение характеристик некоторых пилотируемых космических кораблей                                     | Сравнение характеристик некоторых пилотируемых космических кораблей | Сравнение характеристик некоторых пилотируемых космических кораблей | Сравнение характеристик некоторых пилотируемых космических кораблей | Сравнение характеристик некоторых пилотируемых космических кораблей |
| Название                                                            | Орёл                                                                                            | Орион                                                               | Crew Dragon                                                                                             | CST-100 Starliner                                                   | Мэнчжоу                                                             | Гаганьян                                                            | Starship                                                            |
| ------------------------------------------------------------------- | ----------------------------------------------------------------------------------------------- | ------------------------------------------------------------------- | --- | ------------------------------------------------------------------- | ------------------------------------------------------------------- | ------------------------------------------------------------------- | ------------------------------------------------------------------- |
| Разработчик                                                         | РКК «Энергия»                                                                                   | Lockheed Martin                                                     | SpaceX                                                                                                  | Boeing                                                              | CAST                                                                | ISRO                                                                | SpaceX                                                              |
| Внешний вид                                                         |                                                                                                 |                                                                     | SpaceX Dragon v2 (Crew) artist depiction (16787988882)                                                  |                                                                     |                                                                     |                                                                     |                                                                     |
| Назначение                                                          | - к ОС на НОО (МКС, НОКС) - грузовая модификация к ОС на НОО - к Луне, - к астероидам - к Марсу | - к Луне, Gateway - к Марсу - к МКС - к астероиду                   | - к ОС на НОО (МКС) - грузовая модификация к ОС на НОО - автономно на НОО - к Луне (без посадки) (2018) | - к ОС на НОО (МКС)                                                 | - к ОС на НОО - грузовая модификация к ОС на НОО - к Луне           | НОО                                                                 | - к ОС на НОО - к Луне, Gateway - к Марсу                           |
| При полёте на НОО                                                   |                                                                                                 |                                                                     | |                                                                     |                                                                     |                                                                     |                                                                     |
| Год первого орбитального беспилотного запуска                       | 2028 (Ангара-А5)                                                                                | 2014 (Delta IV Heavy)                                               | 2019 (Falcon 9)                                                                                         | 2019 (Атлас-5)                                                      | 2020 (LM-5B)                                                        | 2024 (LVM-3)                                                        | 2024                                                                |
| Год первого пилотируемого полёта                                    | 2029 (Ангара-А5М(П))                                                                            | —                                                                   | 2020 | 2024                                                                |                                                                     | 2026                                                                |                                                                     |
| Экипаж, чел.                                                        | 4                                                                                               | —                                                                   | 4 | по контракту с НАСА — 4, максимальная — 7                           | до 6—7                                                              | 3                                                                   | до 100                                                              |
| Стартовая масса, т                                                  | 14,4                                                                                            | —                                                                   | 12 | 14                                                                  | 21,6                                                                |                                                                     | 1320 (4800 включая первую ступень)                                  |
| Масса полезного груза в пилотируемом полёте, т                      | 0,5                                                                                             | —                                                                   | | 0,1                                                                 |                                                                     |                                                                     |                                                                     |
| Масса полезного груза грузовой версии, т                            | 2                                                                                               | —                                                                   | 6 | 0,27                                                                |                                                                     |                                                                     | от 100 до 150 (запуск с возвращением) до 250 (расходуемый запуск)   |
| Продолжительность полёта в составе станции                          | До 365 дней (НОО)                                                                               | —                                                                   | До 720 дней                                                                                             | До 210 дней                                                         |                                                                     |                                                                     |                                                                     |
| Продолжительность автономного полёта                                | До 30 дней                                                                                      |                                                                     | До 1 недели                                                                                             | До 60 часов                                                         |                                                                     | 7                                                                   |                                                                     |
| Ракета-носитель                                                     | - Иртыш (Союз-5) - Ангара-А5М(П) - Ангара-А5B                                                   | - Delta IV Heavy                                                    | - Falcon 9                                                                                              | - Атлас-5 - Vulcan                                                  | LM-5B или LM-7                                                      | LVM-3                                                               | Starship                                                            |
| При полёте к Луне                                                   |                                                                                                 |                                                                     | |                                                                     |                                                                     |                                                                     |                                                                     |
| Год первого орбитального беспилотного запуска                       | 2030 (Енисей)                                                                                   | 2022 (SLS)                                                          | — | —                                                                   |                                                                     | —                                                                   | 2025                                                                |
| Год первого пилотируемого полёта                                    | 2031 (Енисей)                                                                                   | 2025 (SLS)                                                          | 2018 | —                                                                   | 2028                                                                | —                                                                   | 2026                                                                |
| Экипаж, чел                                                         | 4                                                                                               | 4                                                                   | 2 | —                                                                   | 3—4                                                                 | —                                                                   | до 100                                                              |
| Стартовая масса, т                                                  | 20,0                                                                                            | 26                                                                  | |                                                                     |                                                                     |                                                                     | 1320 (4800 включая первую ступень)                                  |
| Масса полезного груза в пилотируемом полёте, т                      | 0,1                                                                                             | 0,38                                                                | |                                                                     |                                                                     |                                                                     |                                                                     |
| Продолжительность полёта в составе станции                          | До 180 дней                                                                                     |                                                                     | |                                                                     |                                                                     |                                                                     |                                                                     |
| Продолжительность автономного полёта                                | До 30 дней                                                                                      | До 21 дня                                                           | |                                                                     |                                                                     |                                                                     |                                                                     |
| Ракета-носитель                                                     | - Енисей - Ангара-А5B                                                                           | SLS                                                                 | Falcon Heavy                                                                                            |                                                                     | LM-10                                                               |                                                                     | Starship                                                            |